# Nueva Caledonia
Nueva Caledonia (en francés, Nouvelle-Calédonie, pronunciado /nuvɛl kaledoni/; llamada «Kanaky» pronunciado /kanaki/ por los canacos) es una colectividad sui géneris francesa formada por un grupo de islas y archipiélagos de Oceanía, ubicado en el mar del Coral y el océano Pacífico Sur.
Se encuentra a 1407 km al este de Australia, 1477 km al norestrewde Nueva Zelanda, 130 km al norte del trópico de Capricornio, a 539 km al sur-suroeste de Vanuatu y al suroeste de Fiyi. Su territorio abarca una superficie de 18 575 km². Está conformada por una isla principal llamada Grande Terre, de 400 km de largo y 64 km de ancho, y algunas islas menores en su entorno. Cerca del extremo sur de Grande Terre está ubicada Numea, la capital del territorio, y cuya área urbana concentra dos tercios de los habitantes del territorio. 
Nueva Caledonia tiene el estatus de colectividad sui géneris, a diferencia de la Polinesia Francesa y de Wallis y Futuna, que son colectividades de ultramar. El Comité de Descolonización de las Naciones Unidas mantiene a Nueva Caledonia en el listado de territorios no autónomos. 
En las últimas décadas, diferentes conflictos han estallado entre la población canaca, originaria del archipiélago, el gobierno francés y las comunidades provenientes de la metrópoli o de otros territorios de ultramar. El Acuerdo de Numea de 1998 concedió a Nueva Caledonia un estatus particular en el seno de la República francesa y permitió la celebración de tres referendos en 2018, 2020 y 2021, donde la independencia fue rechazada por un leve margen. Tras dichos referendos y un violento conflicto civil en 2024, un nuevo acuerdo fue firmado en julio de 2025 entre representantes de diversas comunidades. En caso de ser aprobado mediante referendo en 2026, el acuerdo permitiría la creación del «Estado de Nueva Caledonia» (en francés, État de Nouvelle-Calédonie) como un estado asociado a Francia.

## Etimología
La palabra Caledonia es el nombre en latín que designaba a la región que actualmente corresponde a Escocia, en el Reino Unido, y por ese motivo el navegante británico James Cook nombró a la región recién descubierta «Nueva Caledonia». La palabra no proviene, pues, de Kanaka, un vocablo oceánico que significa «humano», usado por los habitantes del Pacífico para referirse a sí mismos, sino del latín.
La palabra Kanaka deriva del hawaiano y significa «hombre» o «animal-hombre». Sin embargo, fue este el término usado por los franceses para denominar a todos los nativos de las islas del sur del océano Pacífico, incluyendo a los melanesios de Nueva Caledonia. La palabra pasó al francés como "canaque", tomando connotaciones despectivas hasta la década de 1970, cuando tomaron fuerza los movimientos independentistas. Estos retomaron la grafía original kanak para designar a los pueblos melanesios de Nueva Caledonia, y Kanaky para designar a su tierra, dándole un sentido positivo, unificador culturalmente y de reivindicación política. En el siglo XXI, el término kanak es el más empleado por la población autóctona. Se sigue utilizando el término «melanesio» minoritariamente, y solo para referirse a organizaciones transnacionales y a una pertenencia cultural que sobrepasa los límites nacionales.
El acuerdo de Numea, firmado el 5 de mayo de 1998 con el gobierno francés, emplea el término kanak y prevé que se vuelva a definir el nombre del país.

## Historia

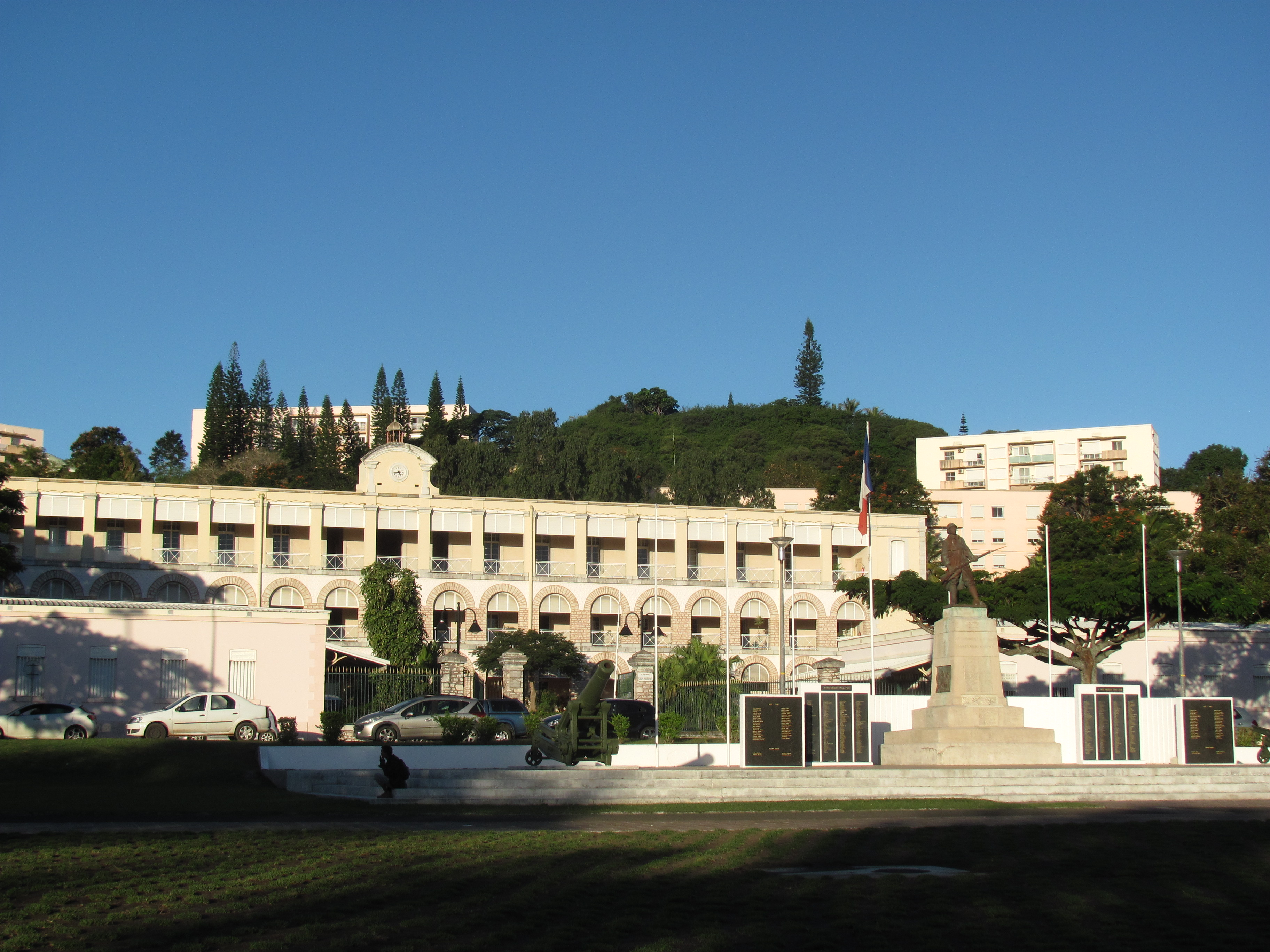
Las barracas Gally-Passebosc utilizadas por las autoridades coloniales francesas en ambas guerras mundiales.

El ócéano Pacífico occidental empezó a ser poblado hace 50 000 años. Hace 5000 (ca. 3000 a. C.) los austronesios, procedentes del litoral de territorios que hoy corresponden a la China meridional, comenzaron la colonización de la isla de Taiwán y del archipiélago de las Filipinas, de donde pasaron a las Célebes y Timor. Hacia el 3000 a. C. llegaron a Nueva Guinea y desde allí hasta las Islas Salomón, Nueva Caledonia y otras zonas de la Melanesia como Vanuatu. Entre el 1300 a. C. y el 200 a. C., los austronesios desarrollaron la cultura neolítica conocida como cultura lapita. Los lapita fueron diestros navegantes y agricultores, e influenciaron gran parte de esta zona del Pacífico.
A partir del siglo XI, se produce un intercambio continuo con pueblos polinesios, que se mezclaron con la población local.
Los europeos divisaron las islas a fines del siglo XVIII. El explorador inglés James Cook divisó Grande Terre en 1774 y la llamó "New Caledonia", en honor a las Tierras Altas de Escocia, a las cuales los romanos llamaban "Caledonia". Balleneros británicos y estadounidenses se interesaron en Nueva Caledonia, y las tensiones por ella se incrementaron. Los europeos usaban alcohol y tabaco, entre otras cosas, para intercambiarlos por insumos. El contacto con los europeos trajo enfermedades, como la disentería, la gripe, la sífilis y la lepra. Muchos nativos murieron a causa de estas enfermedades. Las tensiones se volvieron hostilidades, y en 1849 la tripulación de un cúter fue asesinada y comida por el clan Pouma.

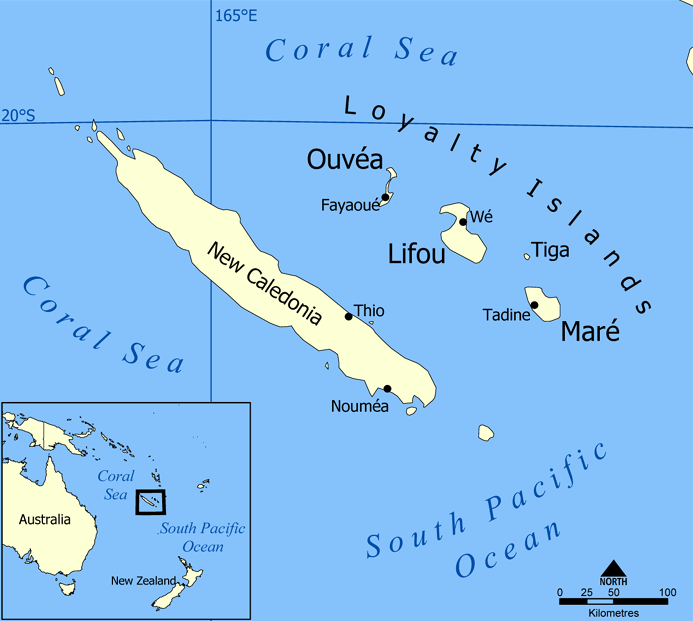
Mapa de Nueva Caledonia (Francia).

A partir de mediados del siglo XIX, los indígenas de Nueva Caledonia, junto con los de Vanuatu, Papúa Nueva Guinea y las Islas Salomón, vieron también su población mermada debido a la práctica de la trata de esclavos, conocida como Blackbirding, que les destinaba a trabajar como esclavos en las plantaciones de azúcar en Fiyi y Queensland (Australia). El blackbirding duró hasta principios del siglo XX.
Los misioneros católicos y protestantes llegaron durante el siglo XIX. Estos tuvieron un profundo impacto en la cultura indígena. Insistieron en que los nativos debían usar ropas e introdujeron el críquet y el té. También erradicaron muchas de las costumbres y tradiciones locales.
Colonizada por Francia durante la primera mitad del siglo XIX, Nueva Caledonia fue convertida en posesión francesa en 1853. Sirvió como colonia penal por cuatro décadas después de 1864.
Desde 1986, Nueva Caledonia reintegra la lista de las Naciones Unidas de territorios no autónomos. Agitaciones demandando la independencia por parte del Frente de Liberación Nacional Canaco y Socialista (Front de Libération National Kanak et Socialiste - FLNKS) comenzaron en 1985. El FLNKS (liderado por Jean-Marie Tjibaou, que fue asesinado en 1989) demandaba la creación del "Estado Independiente de Kanaky". Los problemas culminaron en 1988 con una sangrienta toma de rehenes en Ouvéa. Esto llevó al otorgamiento de mayor autonomía con los Acuerdos de Matignon (1988) y Numea (1998). El 4 de noviembre de 2018, se celebró un referéndum de independencia en el cual fue rechazada la misma.

## Gobierno y política
Junto con otros territorios de la Polinesia Francesa y Wallis y Futuna, Nueva Caledonia sigue siendo junto a la primera una de las dos colonias de la República Francesa según la ONU.

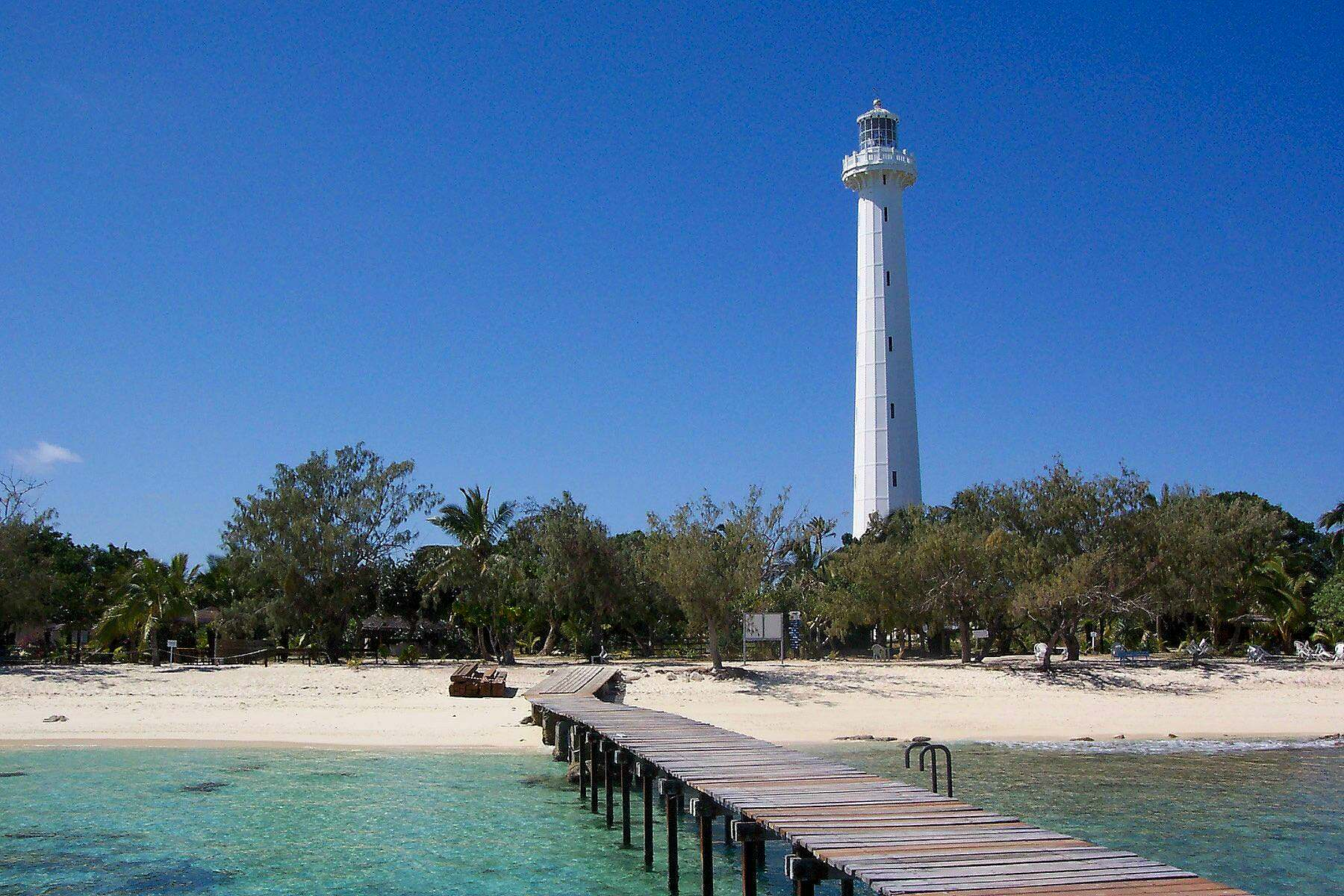
El faro Amédée, construido por los franceses en 1865.

Su estatus oficial es el de "Colectividad Sui Géneris" (Collectivité Sui Generis); es un estatus único dentro de la República. Nueva Caledonia fue una colonia hasta 1946; después un territorio de ultramar hasta 1999. La capital es Numea, en Grande Terre. La moneda de curso legal es el franco CFP, utilizado también en la Polinesia Francesa y en Wallis y Futuna.
El estatus único de Nueva Caledonia se sitúa entre el de un país independiente y un departamento de ultramar francés. Por una parte, han sido establecidos un Congreso de Nueva Caledonia (Congrès de la Nouvelle-Calédonie) y un gobierno. Cuestiones importantes, como los impuestos, leyes laborales, salud y comercio exterior, están en manos del Congreso, al que serán otorgadas más facultades.
Finalmente, la República Francesa se encargará solo de los asuntos exteriores, justicia, defensa, orden público y tesorería. Una nueva ciudadanía ha sido introducida: solo los ciudadanos de Nueva Caledonia tienen el derecho a votar en las elecciones locales. Esta medida ha sido criticada porque convierte a los ciudadanos franceses que viven en Nueva Caledonia en ciudadanos de segunda clase, ya que estos no poseen la ciudadanía de Nueva Caledonia por ser de reciente llegada a las islas. Le es permitida la cooperación internacional con otras naciones del Pacífico, y el Congreso puede pasar estatutos derogando la ley francesa en determinados asuntos.
Por otra parte, Nueva Caledonia continúa siendo parte integral de la República Francesa. Los habitantes de Nueva Caledonia son ciudadanos franceses y tienen pasaporte francés. Participan en las elecciones legislativas y presidenciales. Esta envía dos representantes a la Asamblea Nacional Francesa y un senador al Senado de Francia. El Alto Comisionado de la República se encarga de representar al poder central en Nueva Caledonia, y es la cabeza de los servicios civiles, teniendo un asiento en el gobierno local.
En los Acuerdos de Numea se estableció que el Congreso de Nueva Caledonia tendría el derecho a convocar un referéndum sobre la independencia después de 2014. Desde el 17 de julio de 2010, la antigua bandera independentista canaca es bandera cooficial de las islas junto a la de Francia. Aparte de los tres colores del país, la bandera muestra un símbolo negro dentro de un círculo amarillo, que representa la silueta de los típicos pináculos de madera tallada que adornan las viviendas canacas.
La actual presidenta del gobierno elegida por el Congreso de Nueva Caledonia es Cynthia Ligeard, del partido anti-independencia Rassemblement-UMP («Reagrupamiento-UMP»).
El territorio está compuesto de una isla principal y varias islas más pequeñas a su alrededor.
Es uno de los 17 territorios no autónomos bajo supervisión del Comité de Descolonización de las Naciones Unidas, con el fin de eliminar el colonialismo. No obstante, en el referéndum celebrado el 4 de noviembre de 2018, la mayoría de la población prefirió mantener el estatus actual, aunque el independentismo creció notablemente desde el anterior referéndum.

### Instituciones

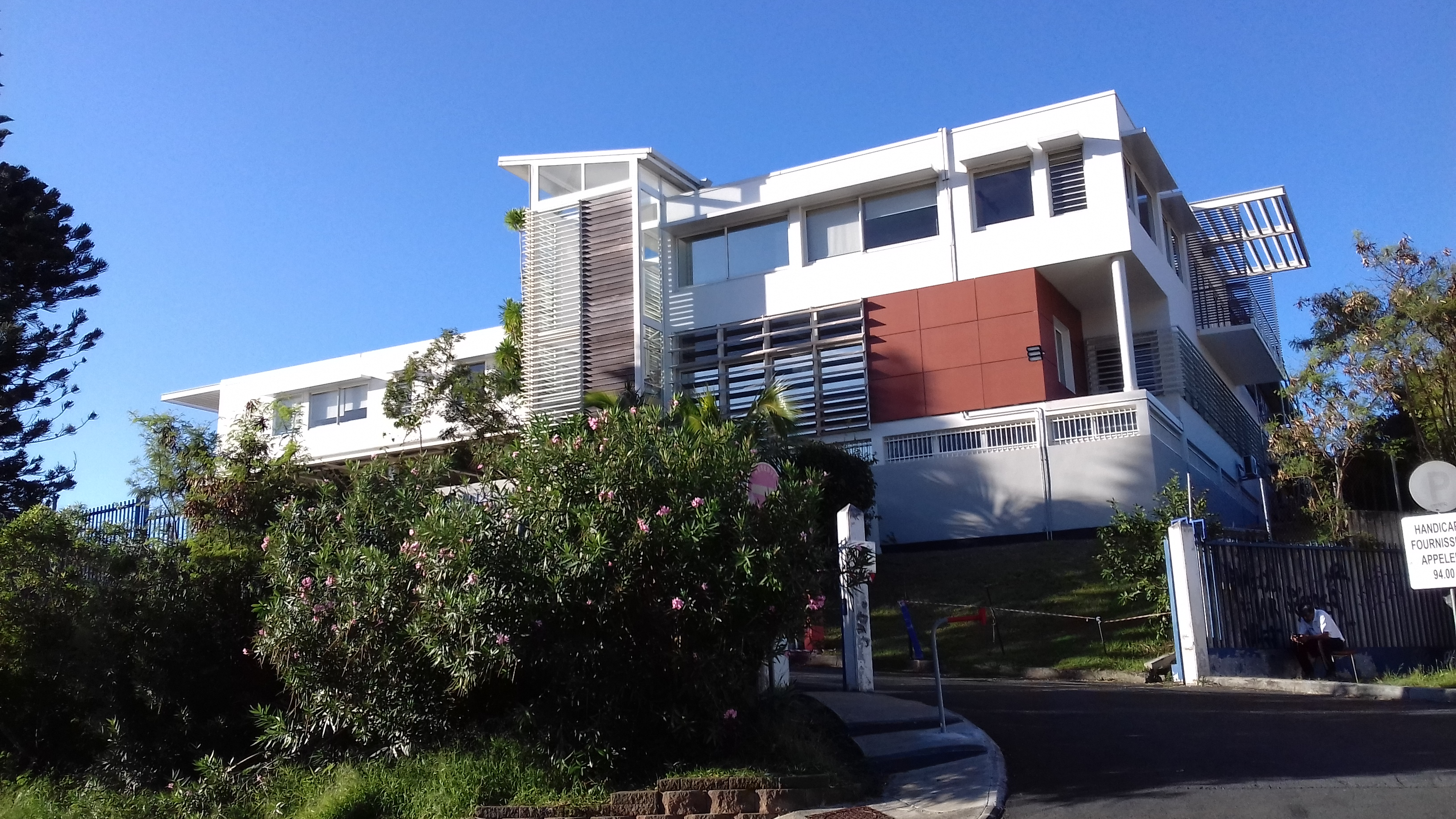
Tribunal de Primera Instancia en Numea, Nueva Caledonia.

La historia institucional de Nueva Caledonia es especialmente compleja, ya que la isla ha tenido multitud de estatus diferentes. Colonia francesa de 1853 a 1946, fue después Territorio de Ultramar de 1946 a 1999 y, por último, Colectividad de Ultramar sui generis regida específicamente por el Título XIII de la Constitución francesa (artículos 76 y 77). Además, en los años ochenta se sucedieron los estatutos de autonomía interna para intentar hacer frente a la creciente demanda de independencia y luego a los Sucesos: el estatuto Lemoine de 1984, el estatuto Fabius-Pisani de 1985, los estatutos Pons I y II de 1986 y 1988 respectivamente, y finalmente el estatuto del Acuerdo de Matignon y luego el de Numea. Un Comité de Firmantes reúne periódicamente (generalmente cada 12 o 18 meses) a los socios históricos del Acuerdo de Numea (representantes del Estado y de todos o algunos de los firmantes históricos), así como a los responsables de las instituciones locales (desde 2006) o a los representantes de los partidos políticos con representación en el Congreso (desde 2011), con el fin de supervisar la aplicación de las disposiciones de este acuerdo.
Actualmente, las instituciones de Nueva Caledonia están definidas por la Ley Orgánica n.º 99-209 de 19 de marzo de 1999 sobre Nueva Caledonia.
La capital es Numea, desde su creación en 1854 con el nombre de Port-de-France, y en ella se encuentran las sedes de todas las instituciones de Nueva Caledonia (Alto Comisariado, Congreso, Gobierno, Senado Consuetudinario y Consejo Económico, Social y Medioambiental). También es la sede de la Provincia Sur desde la creación de esta subdivisión administrativa en 1989, tras haber sido la sede de la Región Sur de 1985 a 1988.

### Identidad
El artículo 4 del primer título de la Ley Orgánica n.º 99-209 establece: "Se establece la ciudadanía de Nueva Caledonia, de la que gozarán las personas de nacionalidad francesa que cumplan las condiciones establecidas en el artículo 188". Este artículo establece que solo los ciudadanos franceses que, el 8 de noviembre de 1998, hayan nacido o residan desde hace al menos 10 años en Nueva Caledonia, o en su defecto sus padres cumplan estas mismas condiciones, podrán inscribirse en el censo electoral del Territorio y participar así en las elecciones organizadas en el mismo.

La bandera canaca es una bandera cooficial, junto con la de la República Francesa, de Nueva Caledonia desde 2010.

El artículo 5 del título primero establece que: "Los signos de identidad del país, el nombre, la bandera, el himno, el lema, la gráfica de los billetes, deben buscarse en común para expresar la identidad canaca y el futuro compartido por todos. Estas deben definirse como una marca de la autonomía de la comunidad de Nueva Caledonia, y no como una adhesión a la independencia.
El 11 de abril de 2007 se creó un comité de dirección de las señas de identidad del país (CPSIP), compuesto por 25 miembros que representan diferentes tendencias políticas o religiosas, sindicatos, sociedad civil y asociaciones, y presidido por Déwé Gorodey, escritor canaco y vicepresidente independentista del gobierno local. Desde entonces, este organismo se ha encargado de definir las bases de los concursos convocados entre los artistas locales para tres de las cinco señas de identidad (el himno, el lema y el diseño del billete) y de discutir las otras dos señas (bandera y nombre del territorio), más sensibles de establecer.
El 26 de junio de 2008, fecha en la que se conmemora la firma de los acuerdos de Matignon, el Gobierno adoptó las opciones definitivas para el himno y el lema y las presentó a los medios de comunicación. Las opciones eran las siguientes
- Propuesta de himno: Soyons unis, devenons frères, del coro local Mélodia, con arreglos del director de coros búlgaro Plamen Tsontchev. Su estribillo se canta tanto en francés como en nengone, la lengua kanak que se habla en la isla de Maré, cercana al polinesio y considerada una de las más fáciles de dominar para los no hablantes;
- Lema propuesto: "Tierra de la palabra, tierra para compartir".

Ese día también se presentó una primera muestra de billetes, cuya elección aún debe afinarse. Por último, estas señales aún tendrán que ser aprobadas por el Consejo de Estado y por el Congreso antes de ser oficiales.
Estas tres propuestas fueron aprobadas por el Congreso el 18 de agosto de 2010 mediante una ley del país.

### Representación en Francia y la UE
Desde 1988, Nueva Caledonia está dividida en dos circunscripciones legislativas. La primera incluye a Numea, la Isla de Pinos y las Islas de la Lealtad y está representado en la Asamblea Nacional por Philippe Dunoyer (Calédonie ensemble, miembro sucesivamente de los grupos Les Constructifs, UDI, Agir et indépendants, UDI et indépendants y Renaissance), después de haber sido de 1988 a 2007 Jacques Lafleur (RPCR luego Rassemblement-UMP luego RPC, miembro sucesivamente de los grupos RPR y UMP), de 2007 a 2012 por Gaël Yanno (Rassemblement-UMP, miembro del grupo UMP) y de 2012 a 2017 por Sonia Lagarde (Calédonie ensemble, miembro del grupo UDI).

La segunda circunscripción abarca toda la Grande Terre fuera de Numea y el Bélep y está representada desde 2022 por Nicolas Metzdorf (Générations NC y miembro del grupo Renaissance). Anteriormente, de 2012 a 2022, fue Philippe Gomès (Calédonie ensemble, miembro de todos los grupos vinculados a la UDI), de 1996 a 2011 Pierre Frogier (RPCR luego Rassemblement-UMP, miembro sucesivamente de los grupos RPR y UMP), que a su vez sucedió a Maurice Nénou (RPCR, miembro del grupo RPR) que estuvo en el cargo desde 1988 hasta su muerte en 1996.

Bandera utilizada para representar a Nueva Caledonia por la FIFA.

Nueva Caledonia también está representada en el Parlamento nacional por dos senadores desde las elecciones al Senado de 2011, ganadas por Pierre Frogier e Hilarion Vendégou, candidatos propuestos por la Agrupación-UMP y la UMP. Hasta el 1 de octubre de 2011, el senador sigue siendo el saliente Simon Loueckhote (presidente de la LMD), elegido en 1992 y reelegido en 2001 con las etiquetas RPCR y RPR. En las elecciones al Senado de 2017, Pierre Frogier fue reelegido por el Rassemblement y Les Républicains (LR), junto a Gérard Poadja de Calédonie ensemble y la UDI.
Desde septiembre de 2004, Nueva Caledonia cuenta también con dos representantes en el Consejo Nacional Económico, Social y Medioambiental. El primero es Octave Togna (FLNKS-UC y Ouverture citoyenne), antiguo senador consuetudinario de la zona consuetudinaria de Djubéa-Kaponé de 2010 a 2015, director fundador de la Agencia para el Desarrollo de la Cultura Kanak (ADCK) y, por tanto, del Centro Cultural Tjibaou de 1989 a 2006, fundador en 1985 de la independentista Radio Djiido. Fue designado como personalidad cualificada en el ámbito económico, social, científico y cultural, nombrado por decreto del Consejo de Ministros a petición del primer ministro (entonces Manuel Valls) el 5 de noviembre de 2015. Sustituye a una personalidad cercana a él, Marie-Claude Tjibaou (FLNKS-citoyenne), viuda del antiguo líder independentista Jean-Marie Tjibaou y presidenta del consejo de administración de la ADCK, que había sido nombrada por decreto del Consejo de Ministros a petición del primer ministro (entonces Jean-Pierre Raffarin) en septiembre de 2004. Sin embargo, Marie-Claude Tjibaou era consejera económica y social desde septiembre de 1999, habiendo sido previamente miembro del Grupo de Representantes de Ultramar de 1999 a 2004 tras ser nombrada por decreto del Consejo de Ministros a propuesta del entonces Secretario de Estado de Ultramar (concretamente Jean-Jack Queyranne).
El segundo consejero económico, social y medioambiental que representa a Nueva Caledonia es Didier Guénant-Jeanson, en el colegio de representantes de las actividades económicas y sociales de los departamentos y regiones de ultramar, las colectividades de ultramar y Nueva Caledonia. Anteriormente secretario general de la Unión de Sindicatos de Obreros y Empleados de Nueva Caledonia (USOENC), primera confederación sindical de Nueva Caledonia en términos de representatividad, de 1998 a 2015, fue nombrado por decreto emitido previo informe del ministro de Ultramar (entonces George Pau-Langevin) el 6 de noviembre de 2015. Sustituye a Bernard Paul (Rassemblement-UMP), miembro del Grupo de Ultramar desde su nombramiento por el Consejo de Ministros a propuesta de la ministra de Ultramar Brigitte Girardin en septiembre de 2004. Fue Presidente del Consejo Económico y Social de Nueva Caledonia desde abril de 1998 hasta abril de 2005.
Para las elecciones europeas, entre 2004 y 2019, Nueva Caledonia formó parte de la circunscripción de ultramar que envió tres diputados al Parlamento Europeo, y más concretamente dentro de la sección del Pacífico creada en 2009 con un escaño. El representante de esta sección era Maurice Ponga, un canaco antiindependentista miembro de la Agrupación-UMP y luego de la Agrupación-Les Républicains sentado en el grupo del Partido Popular Europeo (PPE) y elegido en la lista de la UMP durante las elecciones del 7 de junio de 2009 y luego reelegido como cabeza de lista de la UMP para la circunscripción de Ultramar en las elecciones del 25 de mayo de 2014. Nueva Caledonia ya había tenido un diputado al Parlamento Europeo entre 1989 y 1994 en la persona del senador canaco y de la RPCR Dick Ukeiwé.

### Representación del Estado Francés

#### Alto Comisionado de la República
El Estado está representado en Nueva Caledonia por un Alto Comisario de la República (haut-commissaire de la République), que tiene rango de prefecto y es "nombrado por decreto del Presidente de la República deliberado en el Consejo de Ministros" (Conseil des ministres, artículo 200 de la Ley Orgánica). Desde el Acuerdo de Numea, las prerrogativas del Alto Comisionado han sido considerablemente menores que antes: como único jefe del ejecutivo de 1989 a 1999, desde entonces se ha conformado con que se publiquen las leyes del país con el refrendo obligatorio del Presidente del Gobierno (président du gouvernement). La ley orgánica define su función en el artículo 200, que dice lo siguiente "El Alto Comisionado velará para que las instituciones de Nueva Caledonia y las provincias ejerzan regularmente sus competencias y por la legalidad de sus actos. Es sobre todo responsable de la organización y gestión de los servicios que corresponden a los poderes soberanos del Estado: las relaciones exteriores, el control de la inmigración y de los extranjeros presentes en el Territorio, el dinero (ya que el Tesoro controla los ingresos y gastos del Estado en el Territorio) y las divisas, la defensa (puede declarar el estado de emergencia previa consulta al Gobierno de Nueva Caledonia), pero sobre todo la justicia, la administración pública del Estado, así como el mantenimiento del orden público y la seguridad civil. Es la Alta Comisión la que decide los diferentes niveles de alerta en caso de ciclón y el Alto Comisionado preside las unidades de crisis en caso de catástrofes naturales o fenómenos climáticos. Por último, es presidente del Consejo de Minas. El Alto Comisionado es actualmente Laurent Prévost, desde el 5 de agosto de 2019 (nombrado el 10 de julio anterior).
El Alto Comisionado envía en su representación y relevo a los Delegados del Alto Comisionado de la República (CDR), que tienen rango de subprefectos, en tres subdivisiones administrativas que corresponden a las tres provincias. Sus oficinas están situadas en La Foa, en la Provincia Sur (con una sucursal en Numea), que se encarga principalmente de los casos relacionados con los municipios de Brousse, en Koné, en la Provincia Norte (con una sucursal en Poindimié) y en Wé sur Lifou para las Islas de la Lealtad.

### Defensa
Nueva Caledonia, junto con Wallis y Futuna, forma una Zona de Defensa y Seguridad, presidida por el Alto Comisionado de la República en Nueva Caledonia. Cuenta con varias bases militares importantes, sobre todo en el ámbito naval y aeronáutico.

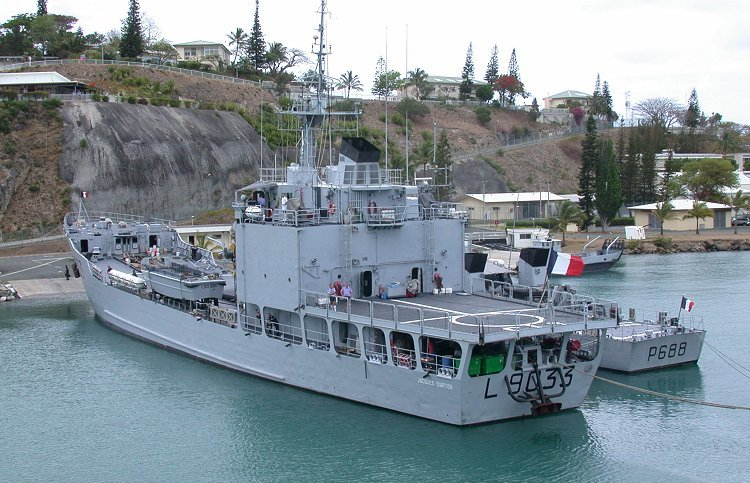
Patrullero francés en la base militar de Numea, en Nueva Caledonia.

Las Fuerzas Armadas de Nueva Caledonia (forces armées de Nouvelle-Calédonie - FANC) están compuestas por unos 2000 hombres y mujeres, incluidos 220 civiles, todos los cuerpos combinados pero excluyendo el servicio militar adaptado (el regimiento del servicio militar adaptado de Nueva Caledonia RSMA-NC emplea a unos 300 militares conjuntos) y excluyendo la gendarmería (830 efectivos, 33 brigadas territoriales más la de Numea, dos helicópteros Écureuil, 500 vehículos y 21 barcos). Están dirigidas por un comandante superior (COMSUP) que generalmente tiene al menos el rango de general de brigada. Desde agosto de 2009, este es el general Olivier Tramond. Está asistido por tres adjuntos, uno por cada ejército (desde 2008 el coronel Hugues de Hauteclocque por el Ejército de Tierra o l'armée de terre, el capitán Philippe Long por la Marina y el coronel Jean-Pascal Delcourt por el Ejército del Aire, l'armée de l'air).
El ejército de Nueva Caledonia cuenta con 990 hombres y mujeres divididos en siete compañías y tres bases del Regimiento de Infantería de Marina del Pacífico - Nueva Caledonia (Plum en Mont-Dore, Numea y Nandaï en Bourail).
La Armada de Francia tiene 592 hombres y mujeres estacionados o empleados en Nueva Caledonia, incluidos 51 civiles. La flota está compuesta por dos patrulleras P400 (La Glorieuse P686 y La Moqueuse P688), el buque de transporte ligero Jacques Cartier L9033 y la fragata de vigilancia (FS) Vendémiaire F734.
La Fuerza Aérea de Francia tiene aproximadamente 200 hombres y mujeres basados en Nueva Caledonia, incluyendo 163 militares y 2 civiles que sirven en la Base Aérea 186 "Teniente Paul Klein" en Tontouta (52 km al norte de Numea). Esta base aérea recién reestructurada está comandada desde agosto de 2011 por un oficial del Ejército del Aire con rango de coronel. Herramienta de defensa coherente, esta base aérea refuerza eficazmente la presencia militar francesa en el Pacífico Sur. Alberga una flota de aeronaves compuesta por dos aviones de transporte táctico –el CASA 235– (de origen español) y tres helicópteros –el Puma– dentro de un único escuadrón de transporte: el ET 52 "Tontouta". La aviación naval también está presente con un destacamento del escuadrón 25F de Tahití (dos aviones de vigilancia marítima gardianos).

### Organización político-administrativa

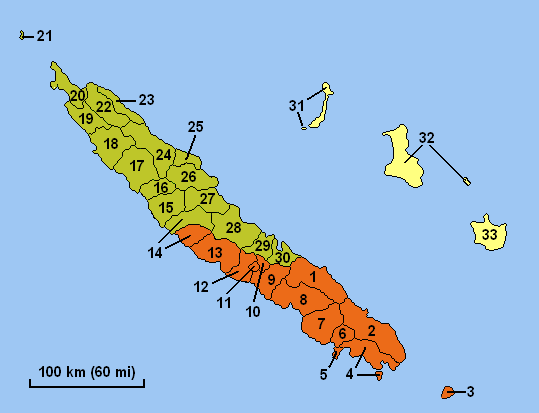
Comunas.

Nueva Caledonia administrativamente está dividida en tres provincias, cada una de ellas con cierta autonomía:
- Provincia del Norte
- Provincia del Sur
- Provincia de las Islas de la Lealtad

## Geografía
Nueva Caledonia está localizada en el suroeste del océano Pacífico, a unos 1200 km al este de Australia, y 1500 km al noreste de Nueva Zelanda. Vanuatu se halla al noreste.
Nueva Caledonia se compone de una isla principal, la Grande Terre ("Tierra Grande"), y varias islas y arrecifes más pequeños, como:

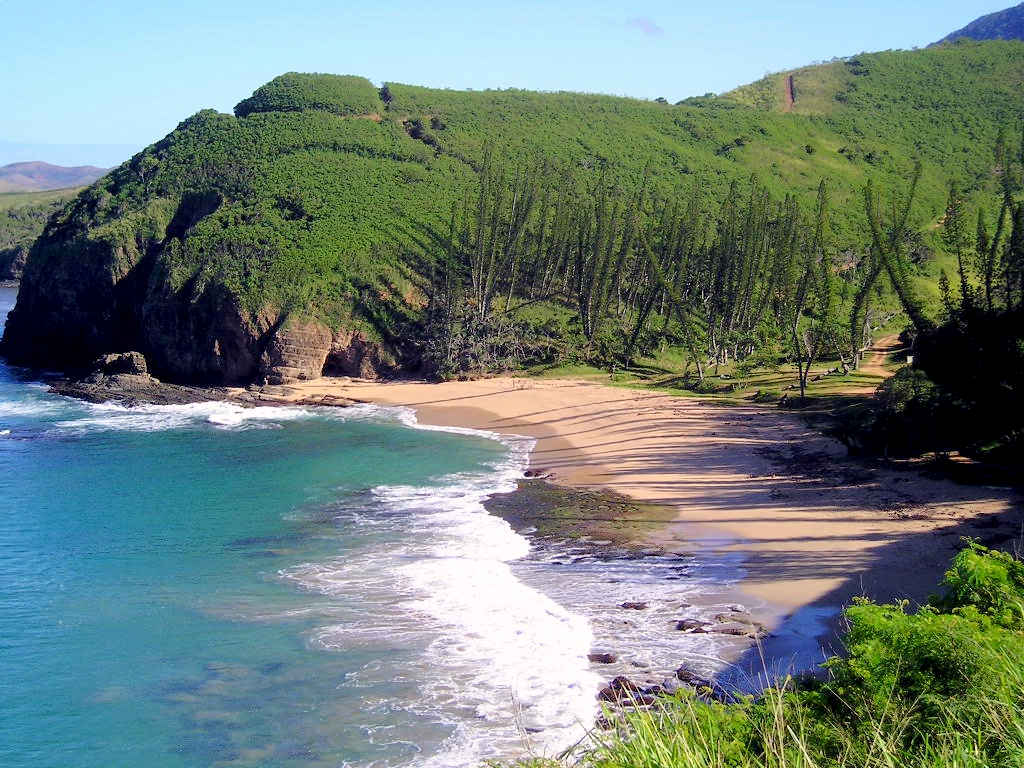
Playa de la Bahía de las Tortugas, en Bourail, con araucaria luxurians, árbol endémico de la isla.

- Las Islas de la Lealtad (Lifou con 1207,1 km²; Maré con 650 km²; Ouvéa con 132,1 km²; y Tiga con 10 km² ) al este de Grande Terre.
- La Isla de Los Pinos, de 152,3 km², al sur de Grande Terre.
- Las Islas Belep, de 69,5 km², al norte de Grande Terre.
- Las Islas Chesterfield, con menos de 10 km², y los Arrecifes de Bellona, al oeste de Grande Terre.
- La Isla de Walpole, de 2 km², a 200 km al este de Grande Terre.
- Las Islas Matthew y Hunter, de 1,3 km², al este de Grande Terre, reclamadas por Vanuatu.

Grande Terre es por mucho la isla más grande y la única con montañas. Tiene una superficie de 16 372 km y una forma alargada de noroeste a sureste, midiendo 350 km de largo por 50-70 km de ancho. Una cadena montañosa corre a lo largo de la isla y cuenta con cinco picos de más de 1500 m. El punto más elevado es la cima del Monte Panie, con 1628 m de altura.

### Clima

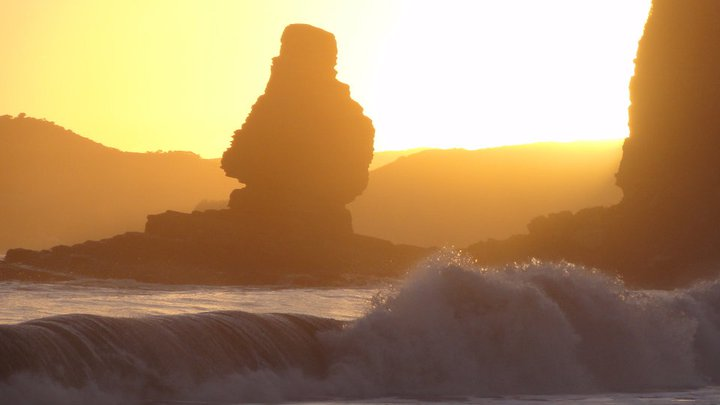
Puesta de sol en la costa de Nueva Caledonia.

Nueva Caledonia se localiza en el trópico de Capricornio, entre los 19° y 23° de latitud sur. El clima de las islas es tropical; la lluvia es estacional y traída por los vientos que usualmente corren desde el este. El promedio de precipitación anual es de 1500 mm (1,5 kl/m²) en las Islas de la Lealtad, 2000 mm en las partes bajas de Grande Terre y entre 2000 mm y 4000 mm en las zonas elevadas de Grande Terre.
| Parámetros climáticos promedio de Numea, Nueva Caledonia | Parámetros climáticos promedio de Numea, Nueva Caledonia | Parámetros climáticos promedio de Numea, Nueva Caledonia | Parámetros climáticos promedio de Numea, Nueva Caledonia | Parámetros climáticos promedio de Numea, Nueva Caledonia | Parámetros climáticos promedio de Numea, Nueva Caledonia | Parámetros climáticos promedio de Numea, Nueva Caledonia | Parámetros climáticos promedio de Numea, Nueva Caledonia | Parámetros climáticos promedio de Numea, Nueva Caledonia | Parámetros climáticos promedio de Numea, Nueva Caledonia | Parámetros climáticos promedio de Numea, Nueva Caledonia | Parámetros climáticos promedio de Numea, Nueva Caledonia | Parámetros climáticos promedio de Numea, Nueva Caledonia | Parámetros climáticos promedio de Numea, Nueva Caledonia |
| Mes                                                      | Ene.                                                     | Feb.                                                     | Mar.                                                     | Abr.                                                     | May.                                                     | Jun.                                                     | Jul.                                                     | Ago.                                                     | Sep.                                                     | Oct.                                                     | Nov.                                                     | Dic.                                                     | Anual                                                    |
| -------------------------------------------------------- | -------------------------------------------------------- | -------------------------------------------------------- | -------------------------------------------------------- | -------------------------------------------------------- | -------------------------------------------------------- | -------------------------------------------------------- | -------------------------------------------------------- | -------------------------------------------------------- | -------------------------------------------------------- | -------------------------------------------------------- | -------------------------------------------------------- | -------------------------------------------------------- | -------------------------------------------------------- |
| Temp. máx. media (°C)                                    | 28.9                                                     | 29.0                                                     | 28.5                                                     | 26.9                                                     | 25.2                                                     | 23.8                                                     | 22.6                                                     | 22.8                                                     | 23.8                                                     | 25.5                                                     | 27.0                                                     | 28.2                                                     | 26                                                       |
| Temp. media (°C)                                         | 26.0                                                     | 26.1                                                     | 25.6                                                     | 24.1                                                     | 22.5                                                     | 21.1                                                     | 20.0                                                     | 20.5                                                     | 21.1                                                     | 22.4                                                     | 23.9                                                     | 25.0                                                     | 23.2                                                     |
| Temp. mín. media (°C)                                    | 23.0                                                     | 23.2                                                     | 22.8                                                     | 21.4                                                     | 19.8                                                     | 18.5                                                     | 17.3                                                     | 17.5                                                     | 17.9                                                     | 19.2                                                     | 20.7                                                     | 21.9                                                     | 20.3                                                     |
| Precipitación total (mm)                                 | 112.9                                                    | 123.1                                                    | 134.6                                                    | 110.5                                                    | 90.6                                                     | 128.7                                                    | 73.0                                                     | 70.1                                                     | 39.2                                                     | 53.2                                                     | 62.9                                                     | 72.7                                                     | 1071.5                                                   |
| Días de precipitaciones (≥ 1 mm)                         | 14.2                                                     | 14.2                                                     | 17.1                                                     | 15.0                                                     | 16.8                                                     | 17.3                                                     | 15.9                                                     | 13.1                                                     | 9.6                                                      | 9.3                                                      | 10.3                                                     | 11.3                                                     | 164.1                                                    |
| Horas de sol                                             | 232.5                                                    | 209.0                                                    | 201.5                                                    | 198.0                                                    | 176.7                                                    | 156.0                                                    | 182.9                                                    | 201.5                                                    | 222.0                                                    | 251.1                                                    | 249.0                                                    | 260.4                                                    | 2540.6                                                   |
| Fuente: Hong Kong Observatory                            |                                                          |                                                          |                                                          |                                                          |                                                          |                                                          |                                                          |                                                          |                                                          |                                                          |                                                          |                                                          |                                                          |

### Ecología

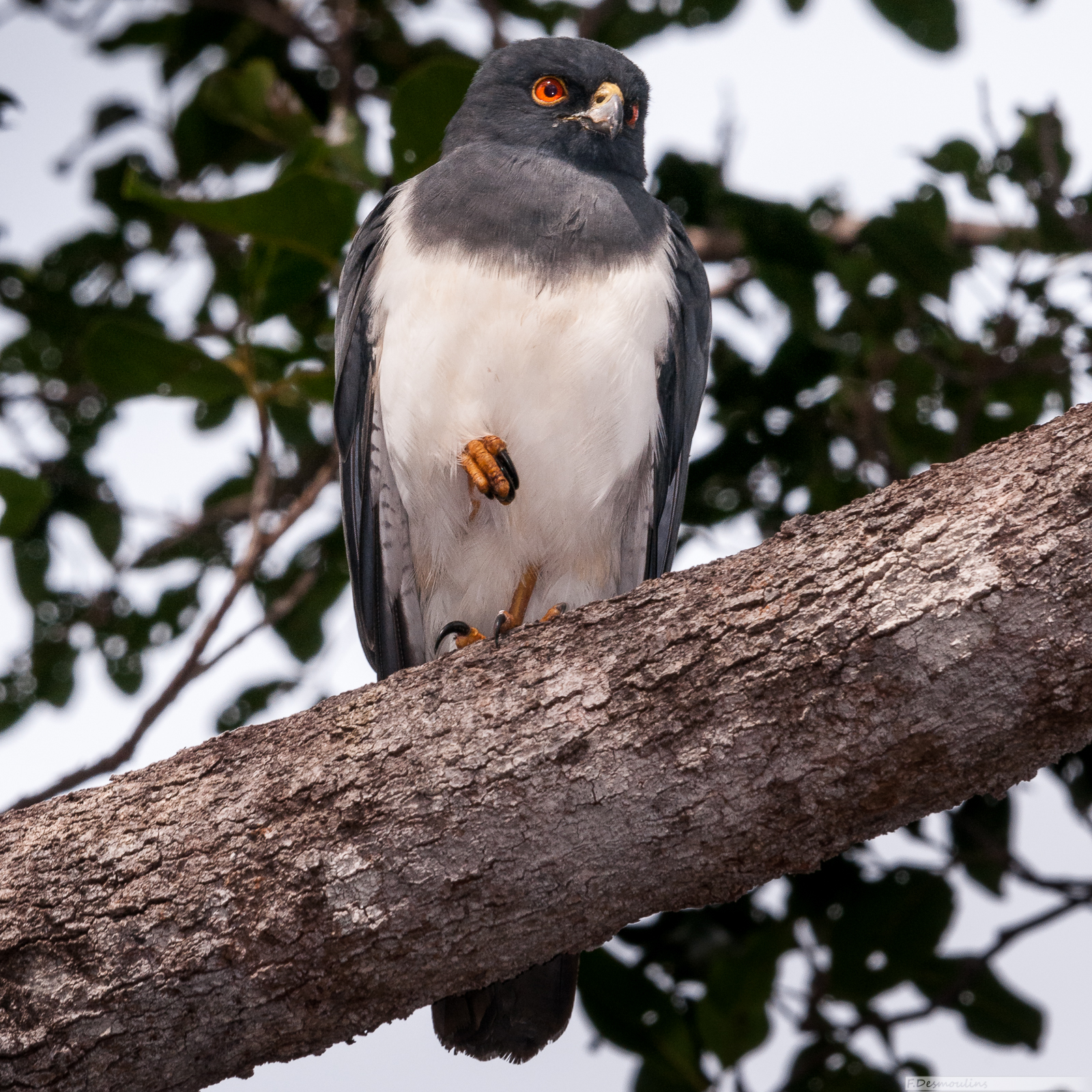
Gavilán de Nueva Caledonia (Accipiter haplochrous), especie de ave endémica de este territorio.

Al contrario que en muchas islas del Pacífico, las cuales son de origen volcánico reciente, Nueva Caledonia es un antiguo fragmento del supercontinente Gondwana. Nueva Caledonia y Nueva Zelanda se separaron por deriva continental de Australia hace 85 millones de años. Las islas aún conservan flora y fauna que tuvo su origen en Gondwana.
Presenta como peculiaridad géneros originarios de la flora antártica, y comparte muchas familias de plantas con el bosque valdiviano de América del Sur, Nueva Zelanda, Tasmania y Australia, aunque también cuenta con hábitats propios del bosque nuboso y el bosque húmedo de clima templado. El clima tropical más seco es el resultado entre la influencia cálida y seca de los anticiclones subtropicales, con veranos secos y calurosos, y la corriente de aire polar antártico, responsable de las borrascas portadoras de lluvias, con inviernos frescos y húmedos. Esta zonificación vegetal se ha dado en otras partes del mundo, con especies vicariantes que cumplían el mismo rol ecológico, por ejemplo en la costa oeste de Norteamérica, en Nueva Zelanda o en la Eurasia del Terciario, donde también existió una laurisilva acompañada de comunidades de coníferas en las zonas más extremas. El rol de las podocarpaceas y los nothofagos lo ocupaban los taxus y diversas quercineas.
La vegetación en la parte más occidental de la isla grande es más xerófila, estando ocupadas las zonas húmedas bajas por diversas comunidades de manglares y selva tropical, muy degradada. Es muy rica en epifitas y los bosques de montaña se sitúan sobre todo en las zonas montañosas en las laderas de sotavento, donde se encuentran comunidades con especies siempre verdes de laurisilva.

Los bosques son típicamente perennifolios y pluriespecíficos. Perennifolios porque la benignidad del clima permite una actividad biológica continua, y pluriespecíficos por la notable diversidad de especies arbóreas en la bóveda forestal. En efecto, a falta de una fuerte presión selectiva ambiental, el número de especies que comparten el estrato arbóreo es elevado. Es precisamente esta pluriespecifidad lo que les merece la denominación de selva, en contraste con los "bosques", bosques mediterráneos, bosques templados caducifolios, etcétera, cuyo dosel arbóreo es monoespecífico o está dominado por una o unas pocas especies.

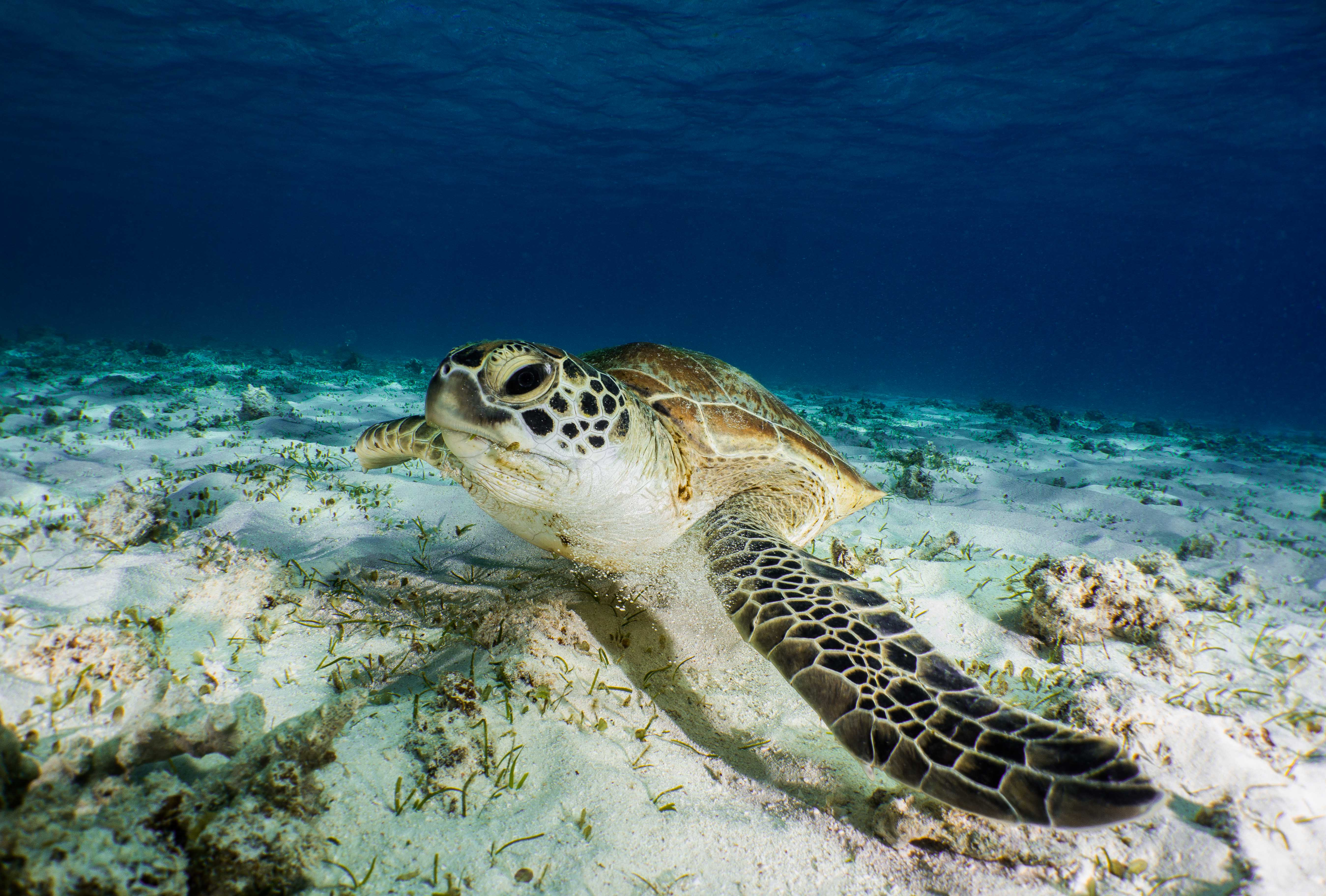
Tortuga verde en Nueva Caledonia.

En este sentido, la laurisilva es una formación de tránsito entre los bosques templados y las selvas tropicales. Muchas especies arbóreas no coinciden en la pérdida de hoja en la floración ni en la época de maduración de los frutos, encontrando todas las fases en cualquier momento del año. Las plantas leñosas incluyen coníferas de las familias Podocarpaceae, Araucariaceae y la subfamilia Callitroideae de las Cupressaceae, y angiospermas tales como las familias Erythroxylaceae, Proteaceae, Griseliniaceae, Cunoniaceae, Atherospermataceae y Winteraceae, y géneros como las hayas australes (Nothofagus) y fuchsia (Fuchsia). Hay muchas otras familias de plantas con flor y helechos, incluyendo el helecho arborescente Dicksonia. Se hallan muchos epifitos y grandes formaciones musgosas, que cuelgan a veces, dando un aspecto irreal y fantasmal a la selva. La humedad es abundante, llegando a ser en algunas áreas un factor limitante para la vegetación, al crearse un medio higrófilo rezumante de humedad, con un gran atractivo visual, en forma de nieblas y rocíos, lagunas y arroyos que impregnan todo el campo visual.
La especie animal más conocida es el kagú, en peligro de extinción por la introducción de perros, ratas y otros predadores. Es un ave del tamaño de una gallina casi incapaz de volar, con una larga cresta y un gracioso cacareo propia de los bosques frondosos de montaña. Por otro lado, se considera, en relación con la extensión del territorio neocaledonio, que la isla de Grande Terre es el lugar del planeta Tierra con mayor variedad de reptiles, destacándose el gecko gigante rhacodactylus leachianus. El árbol niaouli, que también crece en Australia y Nueva Zelanda, es de interés médico, ya que es utilizado para combatir resfriados. Otras especies son el Pino de Nueva Caledonia, el Pino colonario, podocarpaceas, Mangrova, Swietenia macrophylla, Cocos nucifera, Erythroxylum novocaledonicum, y varias más. Tiene 21 especies de Metrosideros, entre ellos Metrosideros brevistylis y M. cacuminum. Cuenta con 13 especies endémicas de araucarias y algunas más que se encuentran también en la isla de Norfolk, perteneciente a Australia, y en el este de Nueva Guinea. Muchas, si no todas las poblaciones actuales, son relictas. Se distingue su vegetación por la tasa más alta del mundo de endemismos: 5 familias, 107 géneros y 3380 especies endémicas.

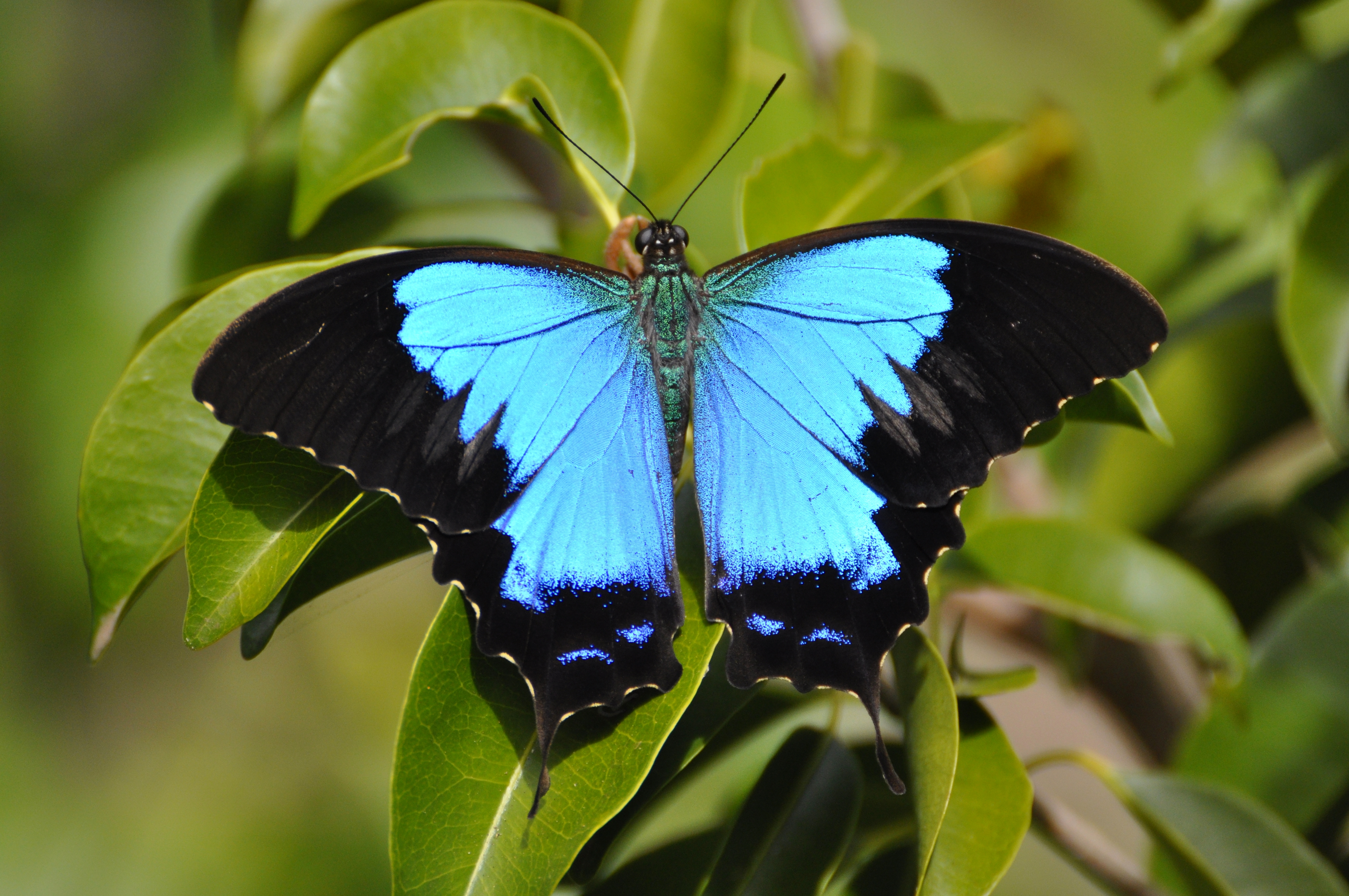
Mariposa Papilio Montrouzieri en Nueva Caledonia.

Antes de la llegada de los europeos, el único mamífero existente en la isla era el roussette (murciélago roseto), un enorme murciélago frugívoro, que es consumido por los habitantes locales. Numerosas especies fueron exterminadas antes de la llegada de los europeos, entre ellas un gran ave no voladora llamada Sylviornis neocaledoniae, una especie de lechuza, dos especies de halcones, un megápodo, una especie de tortuga gigante, Meiolania, un murciélago gigante, dos especies de cocodrilos terrestres (descendientes de especies terrestres de Gondwana: cocodrilo mekosuchino y  Mekosuchus inexpectatus), artrópodos, entre otras más.
Las islas forman dos ecorregiones: el bosque lluvioso de Nueva Caledonia en las Islas de la Lealtad, Isla de los Pinos y la parte oriental de Grande Terre; y el bosque tropical seco de Nueva Caledonia, en la parte occidental de Grande Terre. Esta última fue donde se establecieron los europeos, dejando la parte oriental a los canacos. El bioma está muy amenazado debido a la fragilidad producida por su larga evolución sin apenas herbívoros o carnívoros, la deforestación por el fuego, ya que es tradicional de los habitantes autóctonos la tala, la apertura de pastos, las plantaciones y los grandes ranchos elaborados por los inmigrantes europeos y más recientemente la apertura de resorts e instalaciones para el turismo. Algunos problemas son plagas debidas a especies introducidas, como insectos, etcétera. Aunque el impacto del uso del fuego se ve disminuido en las zonas húmedas, provoca una disminución de especies, y la sustitución de la cubierta original por otras introducidas, como la hierba Melinis minutiflora. La gran biodiversidad de las especies arbóreas nativas ha impedido que las especies vegetales arbóreas invasoras introducidas sean un problema, como ha sucedido en otras islas del Pacífico. Aun así, el gobierno hizo esfuerzos para crear parques y reservas.

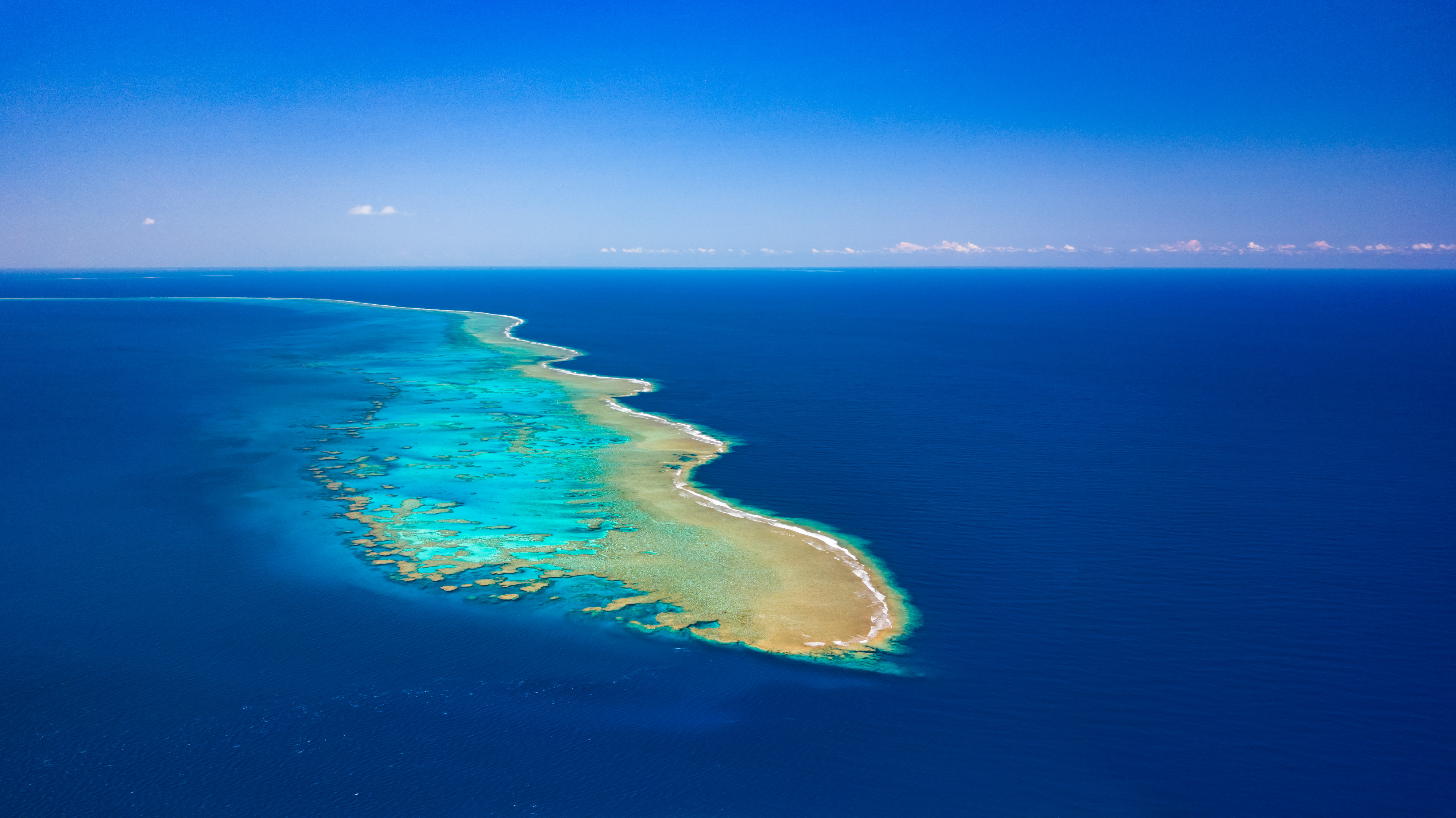
Arrecife de coral de Nueva Caledonia.

### Lagunas
La laguna de Nueva Caledonia tiene una superficie total de 24.000 kilómetros cuadrados, lo que la convierte en una de las mayores lagunas del mundo (y a veces se la denomina "la laguna más bella del mundo").
Está rodeada por un arrecife de coral de 1.600 km de longitud, situado entre 2 y 50 km de la costa de la Grande Terre, y que se extiende desde los arrecifes de Entrecasteaux, en el noroeste, hasta la isla de los Pinos, en el sureste, en una longitud de 680 km. La temperatura del agua varía entre 22 y 30 °C.
Fuera de la Grande Terre, varios atolones tienen sus propias lagunas, la mayor de las cuales es Ouvéa, con una laguna de 850 kilómetros cuadrados.
El 7 de julio de 2008, una gran parte de las lagunas de Nueva Caledonia, es decir, seis lugares con un total de 15.743 kilómetros cuadrados, fueron incluidas en la lista del Patrimonio Mundial de la UNESCO. Este es el 33.º sitio del Patrimonio Mundial para Francia, y más concretamente su segundo sitio natural después del Golfo de Porto en Córcega (inscrito en 1983) y el primero de ultramar.

### Paisajes
La costa este, expuesta a los vientos dominantes y por tanto más húmeda, presenta paisajes de densos bosques tropicales (con palmeras, cocoteros, etcétera) a lo largo de una estrecha franja costera situada entre las montañas y el océano Pacífico.

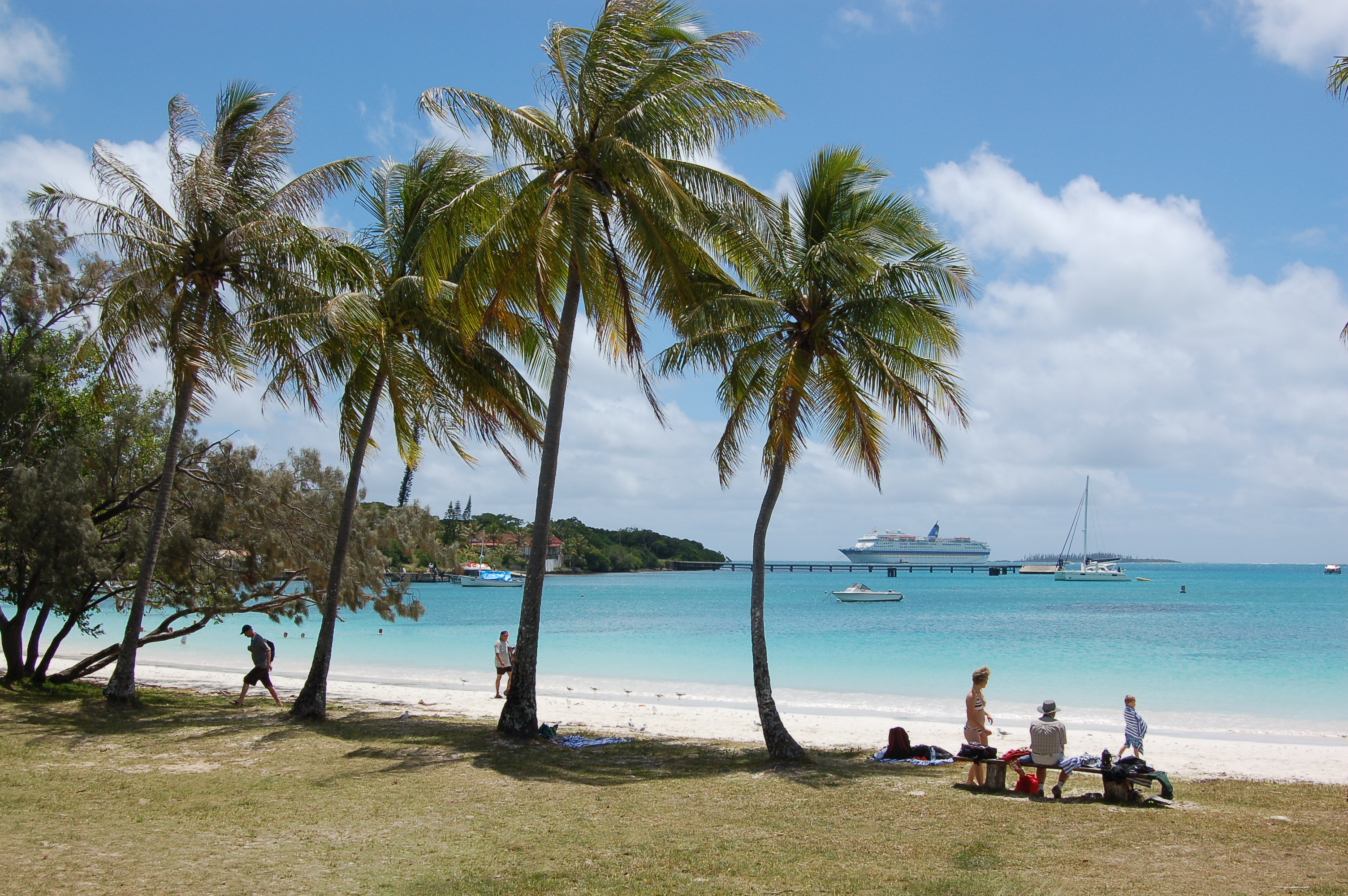
Bahía Kuto, Isla de los Pinos, Nueva Caledonia.

La costa oeste, en cambio, está protegida de los vientos dominantes por la cordillera, y es por tanto más seca. Así, ofrece un paisaje de amplias y largas llanuras de hierba y sabana (cuyo árbol emblemático es el niaouli), que se eleva gradualmente a través de una serie de colinas y mesetas, cubiertas de bosque seco, hacia las montañas. El litoral está dominado por los manglares, aunque se han formado zonas despejadas en el norte de Grande Terre. De hecho, el exceso de sal ha provocado la muerte de los manglares, que son incapaces de crecer en el agua del mar. Sin embargo, entre 2008 y 2018, la salinidad ha ido disminuyendo y los claros están volviendo a ser verdes poco a poco.
En los suelos férreos de las llanuras y colinas del extremo sur de la Grande Terre se ha desarrollado un ecosistema particular, denominado "matorral minero", caracterizado por una vegetación arbustiva, como el matorral de las zonas mediterráneas.
Por último, las Islas de la Lealtad, debido a su particular formación geológica (tipo atolón elevado), presentan paisajes especialmente caóticos. Así, aunque el relieve es muy bajo (138 m en Maré, 104 m en Lifou y 42 m en Ouvéa), se presentan numerosos acantilados y terrazas en la orilla del mar (acantilados de Xodre en Lifou o Lekini en Ouvéa), así como una amplia red de cuevas y auténticas simas en el interior (cuevas de Gossanah en Ouvéa). Por otra parte, si la porosidad del suelo ha impedido la presencia de una red hidrográfica, el agua de lluvia de las precipitaciones importantes de las islas se infiltra directamente en el suelo, lo que ha permitido la aparición de verdaderos "lentes de agua dulce" (el agujero de Bône en Maré). Cada isla contiene así una multitud de pequeñas capas de agua dulce, o salobre en Ouvéa, que "flotan" sobre el agua salada, gracias a su menor densidad y a la escasa miscibilidad de los dos líquidos. En cualquier caso, la cuestión del abastecimiento de agua dulce y la gestión de las reservas de agua subterránea es un tema importante en las Islas de la Lealtad, con la instalación de depósitos de agua de lluvia o de una planta desalinizadora en Ouvéa.

## Economía
La economía neocaledonia se basa principalmente en la explotación minera del níquel, del que es el tercer productor mundial después de Rusia y Canadá. Se estima que posee el 25 % de las reservas mundiales. Los ingresos procedentes del turismo ocupan un sitio importante en la economía local, junto con los intercambios financieros con Francia.

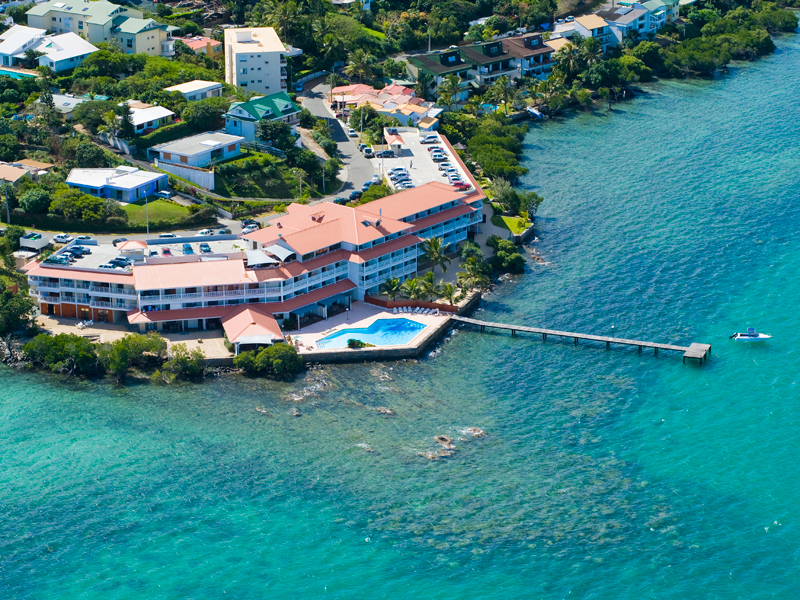
Hotel en Numea.

La agricultura en las islas es sobre todo una agricultura de subsistencia, por lo que gran parte de los alimentos son importados. La acuicultura orientada a la exportación es un sector en expansión, y se dedica principalmente a la crianza de gambas como la Obsiblue de Nueva Caledonia, cada vez más apreciada en restaurantes gastronómicos.
La moneda de curso legal es el Franco CFP,  Nueva Caledonia tiene una de las mayores economías del Pacífico Sur, con un PIB de 9890 millones de dólares de los EE. UU. en 2011. El PIB nominal per cápita fue de 38 921 dólares de los EE. UU. (a los tipos de cambio del mercado) en 2011. Es superior al de Nueva Zelanda, aunque existe una importante desigualdad en la distribución de los ingresos, y desequilibrios estructurales de larga data entre la Provincia Sur, económicamente dominante, y la Provincia Norte y las Islas de la Lealtad, menos desarrolladas. La moneda en uso en Nueva Caledonia es el franco CFP, que reemplazó al Franco de Nueva Caledonia. A partir de mayo de 2020, la moneda esta vinculada al euro a una tasa de 119,3 CFP por 1,00 euros. Es emitida por el Institut d'Émission d'Outre-Mer.
El apoyo financiero de Francia es considerable, ya que representa más del 15 % del PIB, y contribuye a la salud de la economía. El turismo está subdesarrollado, con 100 000 visitantes al año, en comparación con 400 000 en las Islas Cook y 200 000 en Vanuatu. Gran parte de la tierra no es apta para la agricultura, y los alimentos representan alrededor del 20 % de las importaciones. Según FAOSTAT, Nueva Caledonia es uno de los mayores productores mundiales de: ñame (33.º); taro (44.º); plátanos (50.º); cocos (52.º). 95] La zona económica exclusiva de Nueva Caledonia abarca 1,4 millones de kilómetros cuadrados. El sector de la construcción representa aproximadamente el 12 % del PIB y emplea al 9,9 % de la población asalariada en 2010. La industria manufacturera se limita en gran medida a actividades de pequeña escala, como la transformación de alimentos, textiles y plásticos.
Las desigualdades sociales son grandes entre los canacos y el resto de la población. El nivel de vida medio de los canacos es la mitad del de los no canacos. El acceso al empleo y a la vivienda es especialmente desigual. El desempleo entre los canacos es elevado en comparación con el conjunto de la población caledonia. Cerca del 20% están desempleados, frente a una media del 12% en el archipiélago. Por otra parte, los empleos mejor pagados los ocupan principalmente los caldoches. Menos del 5% de los canacos que trabajan son directivos (15% para los no canacos), el 15% ejercen profesiones intermedias (casi el 30% para los no canacos) y el 80% ejercen las profesiones peor pagadas, como empleados u obreros manuales (45% para el resto de la población). Además, un informe del INSEE (Instituto Nacional de Estadística y de Estudios Económicos) de 2016 puso de manifiesto la discriminación en el acceso a la vivienda entre caldoches y canacos.

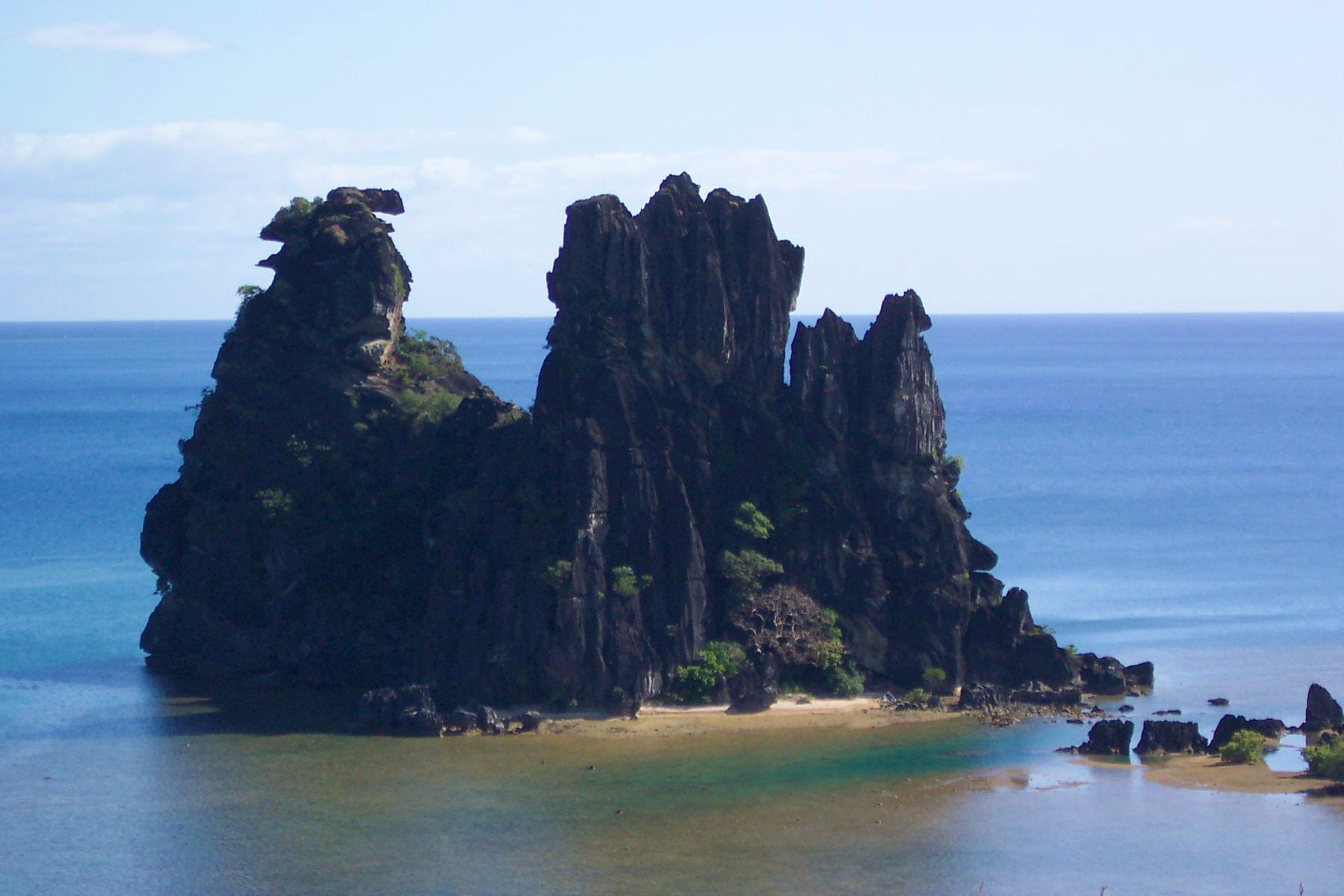
«La Poule», en Hienghène.

### Turismo
Durante mucho tiempo, y en algunos aspectos todavía hoy, la actividad turística de Nueva Caledonia ha sido más bien marginal, a pesar de las innegables ventajas ligadas a la diversidad de sus paisajes (densos bosques tropicales en la costa oriental y la Cordillera Central, bosques secos y sabanas en la costa occidental, matorrales mineros en el Gran Sur, la torturada topografía de las Islas de la Lealtad, las playas de fina arena blanca de la Isla de los Pinos o de Ouvéa), la importancia de sus lagunas (bordeadas por el segundo arrecife de coral más largo del mundo después de la Gran Barrera de Coral a lo largo de Australia y clasificadas como Patrimonio de la Humanidad por la UNESCO en 2008), su clima favorable (tropical húmedo atemperado por influencias oceánicas) o su fuerte aspecto multicultural.
El desarrollo del turismo es bastante reciente (esencialmente desde los años ochenta, en ausencia de una política de desarrollo ligada a la prioridad dada a la minería durante los años sesenta y setenta, conocida como el "boom del níquel") y sigue siendo bastante irregular, aunque tiende a estabilizarse o incluso a crecer ligeramente (pero de forma continua) desde 2005. Esto se debe principalmente a un déficit de imagen (ligado a la comparación con la Polinesia Francesa, gran atractivo turístico de la región desde finales del siglo XIX, pero también a los vaivenes de su historia, como los acontecimientos políticos de los años 80), así como al elevado coste del destino (con tarifas aéreas entre las más caras del mundo, Un billete de temporada baja de París a Numea puede alcanzar fácilmente los 1.500 euros o incluso los 3.000, a lo que hay que añadir un coste de la vida sobre el terreno relativamente elevado (un 34 % más caro que en la Francia continental, en una economía insular que depende en gran medida de las importaciones para su consumo y tiene fuertes barreras aduaneras, y un coste salarial más elevado que en las islas vecinas).

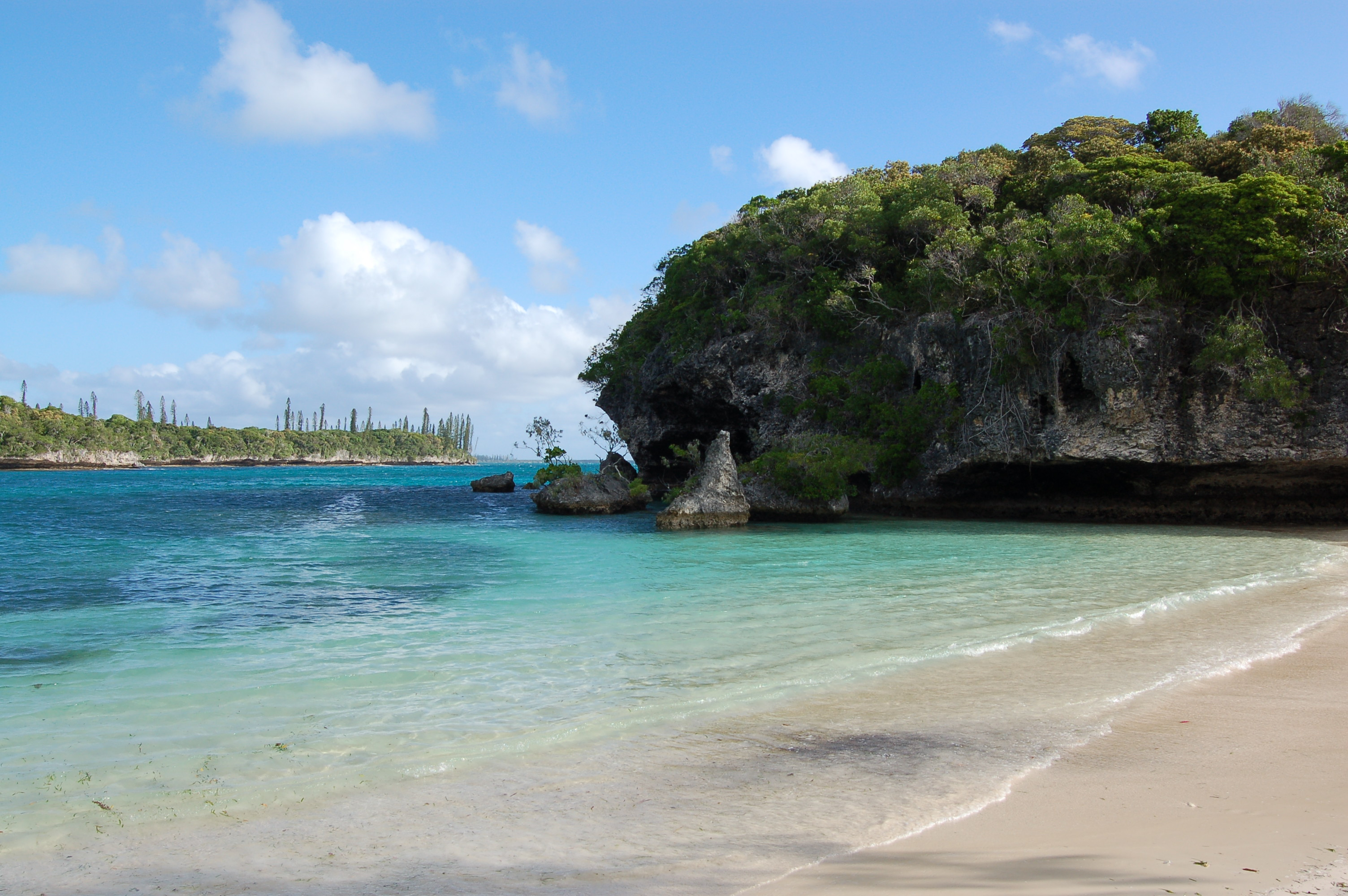
Bahía de Kanumera, Nueva Caledonia.

Los turistas proceden principalmente de Japón, Francia continental, Australia y Nueva Zelanda. Sin embargo, los visitantes japoneses, que habían aumentado de forma constante a principios de la década de 2000 hasta superar a los de la Francia continental entre 2004 y 2006, alcanzando un nivel récord en 2005 con 31 486 turistas, han disminuido ligeramente en los últimos años en un contexto de caída del yen, cuya cotización frente al dólar y al euro es ahora inferior a la del franco CFP, lo que resta competitividad a Nueva Caledonia, y la fuerte crisis económica, financiera y social que afectó al archipiélago japonés, especialmente desde la crisis mundial de 2008 y 2009. Su número se redujo en 2009 a 18 926 personas, el más bajo desde la década de 1980, en 2010 a 17 134 y a 18 455 en 2011.
Por otro lado, el número de turistas procedentes de la Francia Europea, que se ha estancado entre los 29.000 y los 30 000 visitantes desde hace unos diez años, pero que experimentó dos años de vacas flacas en 2004 (27 358) y 2005 (27 727), ha empezado a subir de nuevo y ha alcanzado los 31 474 turistas sin contar los cruceros en 2008, Esto se debe, en particular, a la introducción de una nueva rotación de la compañía aérea internacional de Nueva Caledonia, Aircalin, a Seúl en junio de 2008 y al desarrollo de acuerdos comerciales con compañías aéreas de bajo coste (Cathay Pacific, Finnair, por ejemplo) que permitieron bajar el precio del billete París-Numea, al menos en una parte de la ruta. Este número parecía poder aumentar de nuevo a partir de 2009 con la apertura de una ruta directa París-Numea vía Saint-Denis de Reunión y Sídney en código compartido entre Aircalin y Air Austral en mayo de 2009. Así, entre enero y agosto de 2009, 19 203 turistas franceses procedentes de la Francia continental desembarcaron en el territorio, frente a los 17 7715 del mismo periodo de 2008. Sin embargo, las cifras de todo el año 2009 muestran un descenso en el número de visitantes de la Francia continental a Nueva Caledonia, así como un descenso en el número de turistas en general en el contexto de la crisis mundial, hasta los 27 335 visitantes. En 2010, este descenso se confirmó al caer a 24 960, la menor llegada de turistas de la Francia continental desde 1995, antes de que los turistas peninsulares volvieran con fuerza en 2011, estableciendo un nuevo récord de visitantes, con 34 647 visitantes.

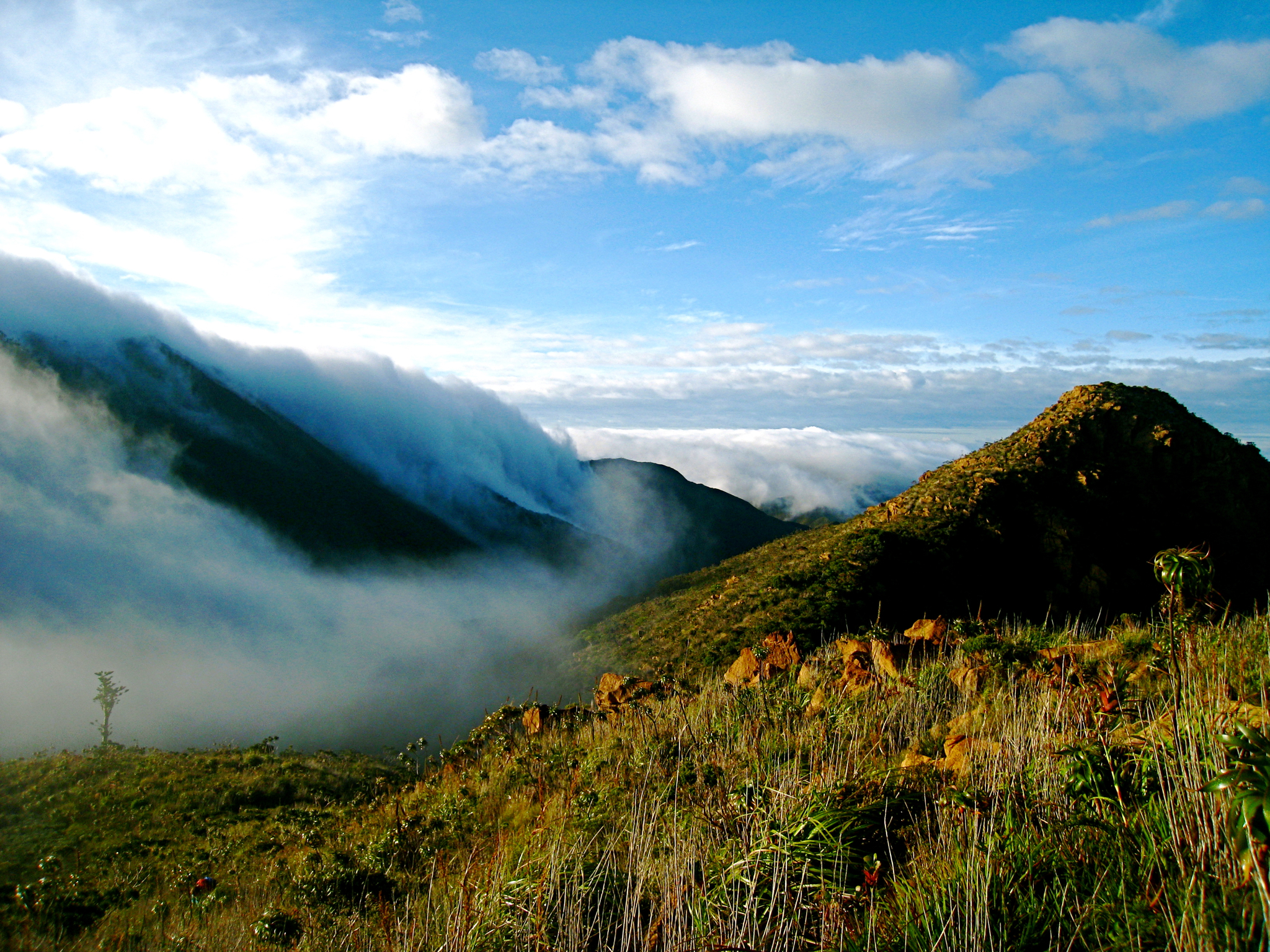
Monte Humboldt, Nueva Caledonia.

El turismo local procedente de Australia y Nueva Zelanda experimentó un crecimiento espectacular entre 2006 y 2007 (de 21 705 a 25 827 visitantes para ambos países juntos) e incluso superó al japonés por primera vez desde 1980 (con 26.609 personas) en 2008. Australia podría convertirse rápidamente en la segunda fuente más importante de turistas que visitan Nueva Caledonia, especialmente porque el número de turistas australianos fue uno de los únicos que no descendió en 2009, con 18.567 personas frente a las 18 185 del año anterior. Los turistas australianos superaron a los japoneses en 2010, aunque sucumbieron al descenso general del número de visitantes, con 17 551 personas que vinieron a Nueva Caledonia. Esta cifra sigue descendiendo en 2011, a pesar de la reactivación del turismo neocaledonio ese año, hasta los 17 040. La proporción de otros isleños del Pacífico, principalmente de los otros territorios franceses de Oceanía (Polinesia Francesa y Wallis y Futuna), también sigue siendo alta: eran 12 400 en 2005, 14 873 en 2008 y 14 306 en 2009.
Además, podrían desarrollarse nuevos mercados en el futuro. En Asia en primer lugar, sobre todo en Corea del Sur desde la apertura de la ruta Seúl-Numea Aircalin, pero sigue siendo marginal a pesar de un fuerte aumento (1477 en 2005, 2871 en 2008 y sobre todo 4763 en 2009), en Europa (solo fuera de la Francia continental, 2541 turistas en 2005, 4317 en 2009).
Desde principios de los años 90, la Provincia Norte y las Islas de la Lealtad han desarrollado proyectos inmobiliarios y hoteleros (el Novotel Malabou Beach Resort de tres estrellas en Poum y el Club Méditerranée Koulnoué Village en Hienghène en 1992, seguido de Koniambo en Koné en 2006 para la primera, y Drehu Village en Lifou y Nengone Village en Maré en 1996, seguidos de Paradis d'Ouvéa en 2000 para la segunda) destinados a acoger a los visitantes y a ponerse a la altura de la Provincia Sur en cuanto a infraestructuras turísticas. La creación de escalas para cruceros en Poum, Hienghène, Lifou y Ouvéa también contribuye a este reequilibrio. Sin embargo, la provincia del Sur sigue concentrando la mayor parte de las instalaciones (el 74,4 % de las habitaciones de hotel disponibles en Nueva Caledonia a finales de 2006 se encontraban allí), sobre todo en lo que respecta al turismo de alta gama (los únicos tres hoteles de cinco estrellas y los tres campos de golf del Territorio).

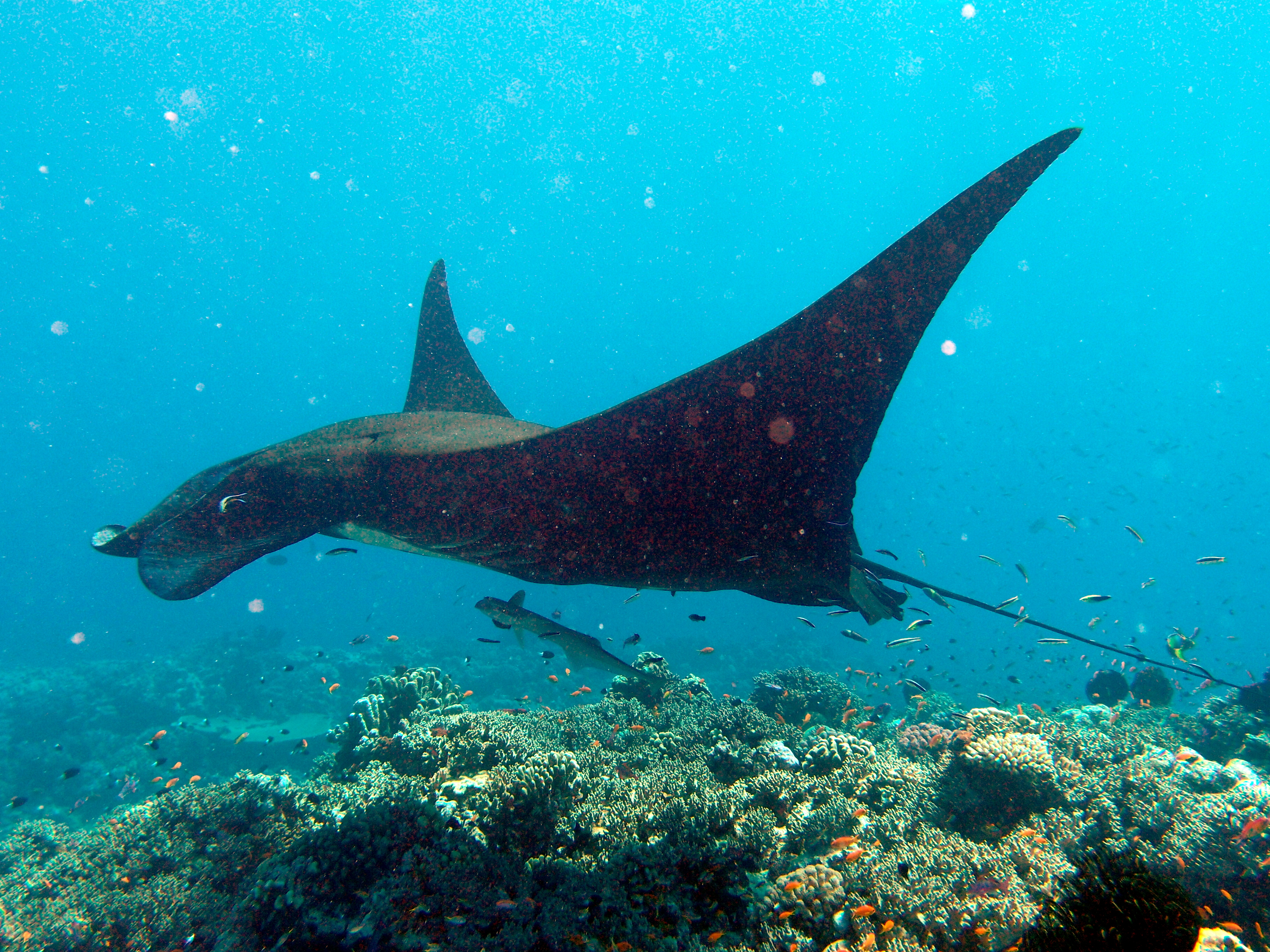
Una manta raya en Nueva Caledonia. Este territorio cuenta con una fauna marina variada, popular entre buceadores.

Y dentro de la propia Provincia Sur, hay un fuerte desequilibrio entre Numea (y la Gran Numea) y el "Brousse". Dos de los tres hoteles de 5 estrellas (el Méridien de Pointe Magnin y el Coral Palms Island Resort de Islet Maître), cuatro de los cinco hoteles de 4 estrellas (el Nouvata y el Park dentro del complejo Nouvata Park Resort, el Ramada Plaza y el Promenade, todos ellos en Anse Vata), uno de los tres campos de golf (el de Tina, dos si se cuenta el de Dumbéa, situado en las afueras de la ciudad) y los dos únicos casinos del Territorio se encuentran en Numea. Con 25 establecimientos y 1554 habitaciones en 2004, la ciudad representa el 65,2 % de la capacidad hotelera de Nueva Caledonia y el 82,1 % de la de la Provincia Sur. Mientras que la tasa de ocupación es relativamente alta en Numea, con un 61,9 % en 2006, solo es del 49,3 % en el resto de la Provincia del Sur. También en este caso hay proyectos que tienden a compensar la fuerte centralización del turismo en la provincia, en particular el proyecto de desarrollo del emplazamiento de Gouaro Deva en Bourail (que incluye una pequeña base náutica en una parte de la playa, un centro ecuestre, un sendero costero, un campo de golf de 18 hoyos, un pueblo cultural en el "Valle del Tabú", un "arboreto" o jardín botánico especializado y un complejo hotelero de cinco estrellas con el nombre de "Sheraton Nouvelle-Calédonie Bourail Resort & spa").

### Fiscalidad
El código fiscal de Nueva Caledonia establece la normativa fiscal vigente. Los ingresos fiscales son recaudados por la Dirección de Servicios Fiscales, las Aduanas y la Dirección de Finanzas Públicas (o Paierie), que forma parte del Estado. Según las estimaciones del Gobierno, un crecimiento del 1 % genera 2000 millones de francos (16,8 millones de euros) de ingresos fiscales. En 2019, los ingresos públicos se estabilizarán con 180 600 millones de francos (1500 millones de euros) de ingresos (recaudación neta). La CGT, un nuevo impuesto indirecto que sustituye a otros cinco impuestos y que se introdujo en octubre de 2018, aportó 41.700 millones de francos (350 millones de euros). El rendimiento de este impuesto se había estimado en 51 700 millones de francos (433 millones de euros) (una cantidad equivalente al rendimiento de los impuestos suprimidos). El Gobierno ha anunciado que en 2021 presentará una ley de programación fiscal que fijará las grandes líneas de la política tributaria para los próximos años. Algunos impuestos no se modificarán, otros deberían modificarse (convergencia de los tipos del impuesto sobre la renta de las personas físicas, etc.), y otros podrían crearse (impuesto sobre las extracciones, impuesto "de crucero", etc.).

### Moneda
La moneda local es el franco del Pacífico (CFP en términos normales, o XPF en términos bancarios) que tiene una paridad fija con el euro (1.000 XPF = 8,38 euros). Se creó en diciembre de 1945, tras los acuerdos de Bretton Woods.

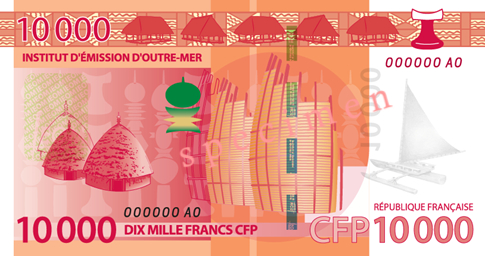
Billete de 10 000 francos del Pacífico.

El Instituto de Emisión de Ultramar (IEOM), una subdivisión local del Banco de Francia con sede en París, es la institución emisora. Esta moneda también se utiliza en las otras dos colectividades de ultramar del Pacífico (Polinesia Francesa y Wallis y Futuna). El diseño actual de los billetes, definido por el IEOM, es actualmente común a las tres colectividades, y lo es desde 1992.
La moneda es uno de los poderes soberanos que no pueden transferirse a la colectividad de Nueva Caledonia y, por tanto, sigue siendo competencia del Estado francés.

### Importaciones
Las importaciones, que habían experimentado un pico excepcional en 2019 (con la entrega de numerosos equipos de transporte), volvieron a un nivel más habitual en 2020: 270 700 millones de francos (2270 millones de euros), un 13,8 % menos en el año. Además de esta corrección técnica, la caída de los precios del petróleo, provocada por la situación económica mundial, ha repercutido en el valor de las importaciones energéticas (-26,4 %).
Asia es el principal proveedor de Nueva Caledonia en 2019, con una cuota de mercado del 37,6 %. Los bienes de capital (transporte, maquinaria y automóviles), los bienes intermedios (equipos de distribución), la energía y los bienes de consumo no sostenibles (incluidos los productos alimentarios) son las principales importaciones.

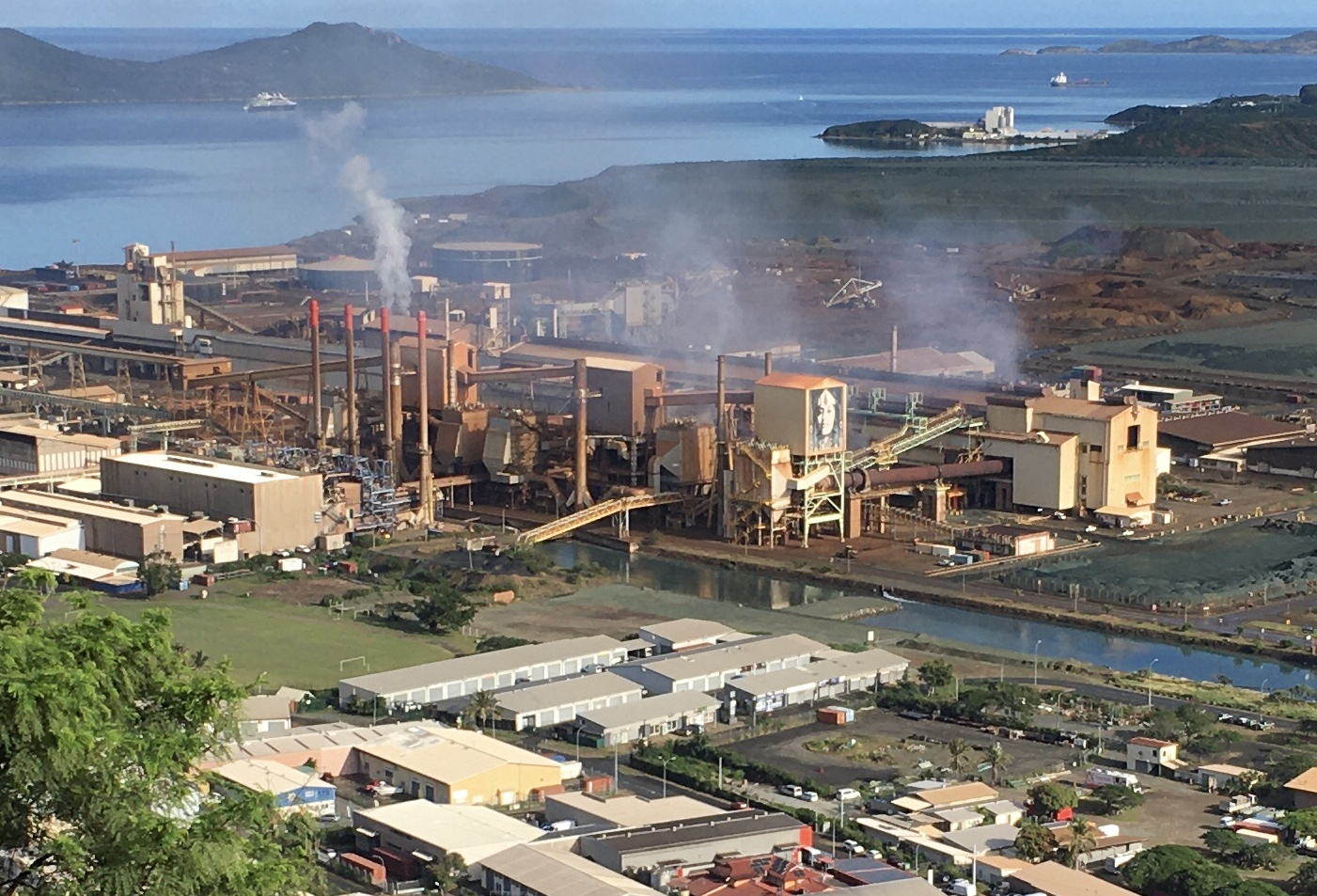
Planta de SLN Doniambo vista desde la Torre Montravel en Numea, Provincia del Sur, Nueva Caledonia.

La Unión Europea (incluida Francia) es el segundo proveedor de Nueva Caledonia en 2019, con una cuota de mercado del 22,7 % para Francia y del 14,8 % para el resto de países de la UE.
Oceanía, con una cuota de mercado del 13,2 %, es la tercera zona comercial con el territorio. Las principales importaciones proceden de Australia y Nueva Zelanda.

### Exportaciones
Las exportaciones de 175 400 millones de francos (1470 millones de euros) volvieron a bajar en 2020 (-3,4 %, tras el -6,8 % de 2019), como consecuencia de la disminución de las exportaciones de níquel (-4,4 %, es decir, -7500 millones de francos o 62,8 millones de euros, a pesar del aumento de las exportaciones de mineral) y, en menor medida, de la disminución de las exportaciones de productos del mar (-8,4 %), especialmente de pepinos de mar y atún.
China mantuvo su posición como primer cliente del territorio en 2019, con más del 55 % del total de las exportaciones, es decir, cuadruplicó su cuota de mercado en diez años (13 % en 2009). Las exportaciones a China ascienden a 99 700 millones de XPF (830 millones de euros).
Corea del Sur es el segundo país receptor (13,5 % del total) y Japón el tercer socio comercial (11,5 % del total).

## Transporte

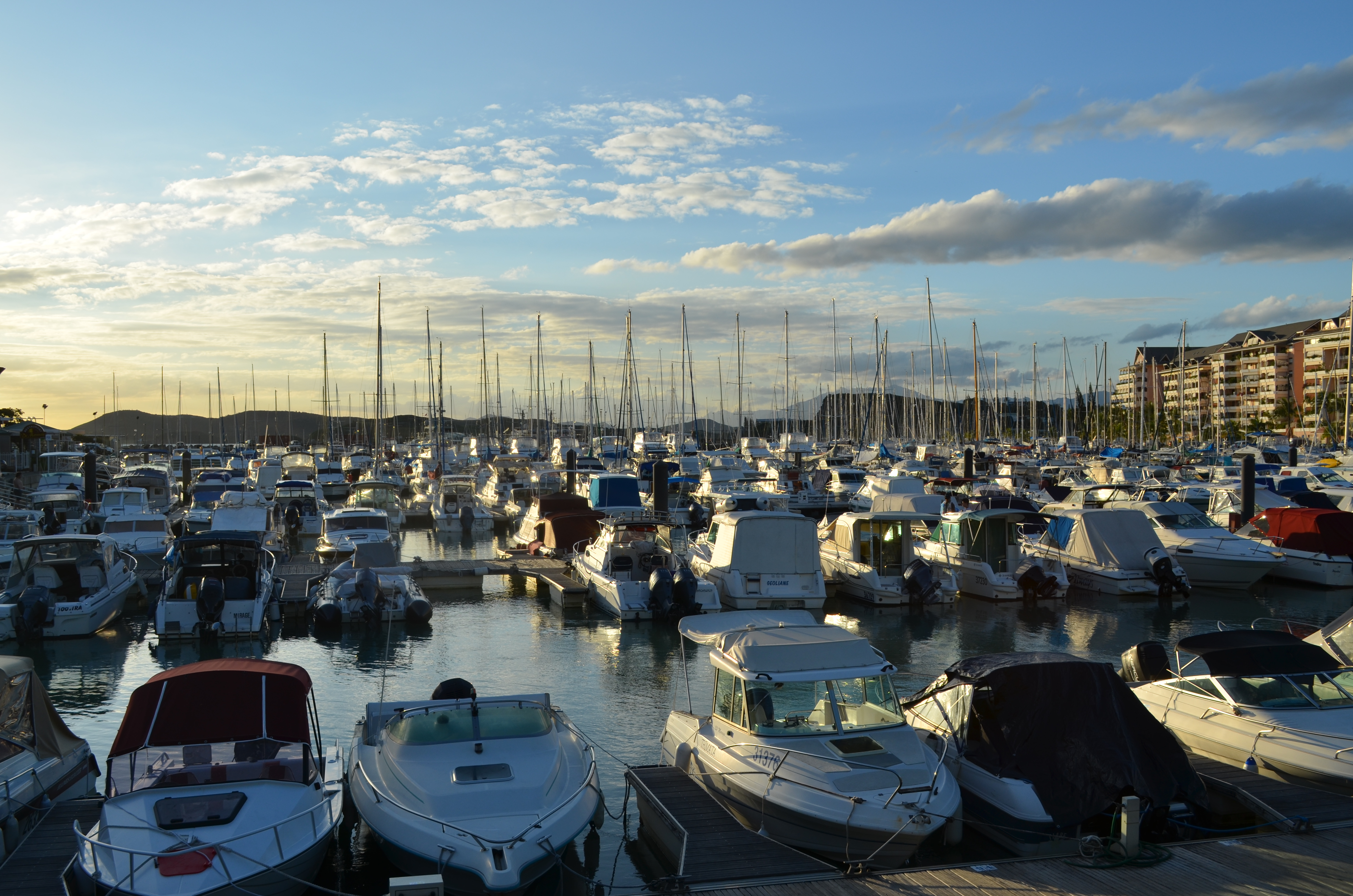
Un de los puertos de Numea, Nueva Caledonia.

Las redes de transporte en Nueva Caledonia están sujetas a una serie de limitaciones geográficas: la insularidad, parte relativamente importante respecto a la isla principal, o la presencia de la Cordillera Central. Además, no hay alternativa vial en el transporte terrestre, a excepción de las conexiones marítimas entre las islas. Nueva Caledonia tiene varios operadores de transporte público en comunas públicas, terrenos propios del territorio o de provincias o comunas. Hay varias redes de autobuses públicos, el más importante en términos de tráfico y por número de pasajeros sigue siendo el de la ciudad de Numea (Karuïa autobús) y Gran Numea (CarSud).
En cuanto al transporte aéreo, se crearon empresas locales: Aircalin para vuelos internacionales y Air Calédonie (AirCal) para vuelos locales. El Aeropuerto Internacional La Tontouta, situado en el territorio de Païta, es la puerta de entrada desde el exterior, siendo el único aeropuerto internacional del archipiélago. El Aeropuerto de Magenta a Numea es la plataforma central de la red doméstica. La red local se compone de nueve aeródromos donde la infraestructura pueden acomodar aviones de corto recorrido: el de la Isla de Pinos, el de la Isla de Tiga, el aeropuerto de Koné, Koumac, Maré (La Roche) a Lifou, Ouvéa, y finalmente Touho Numea-Magenta.
A pesar de ello, el desplazamiento entre las islas se realiza principalmente en barco.

Mientras que el desarrollo del tráfico aéreo parece estancarse o retroceder debido al aumento del coste del combustible y al precio relativamente elevado de las tasas aeroportuarias (sobre todo en favor de otros aeropuertos menos caros de los países vecinos de la región), el turismo marítimo ha experimentado un claro desarrollo desde que la naviera australiana P & O Cruises decidió hacer de Numea su principal puerto de escala para los cruceros en el Pacífico Sur y desarrollar escalas adicionales en las Islas de la Lealtad. A las cifras anteriores hay que añadir las de los pasajeros de cruceros que hacen escala en Nueva Caledonia, un número que no deja de aumentar y que ya supera al de los turistas "tradicionales" (no cruceristas).

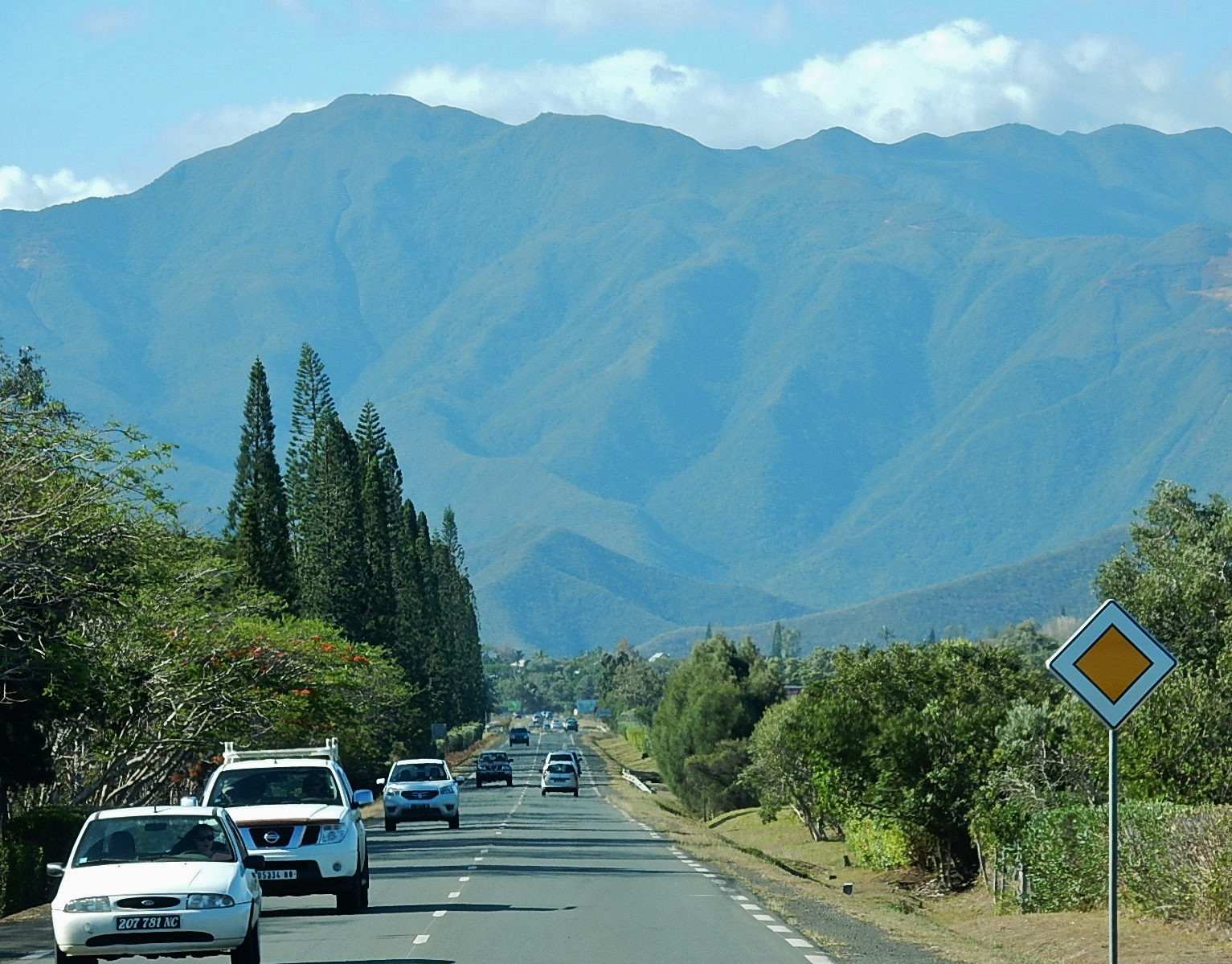
La carretera RT1 en Nueva Caledonia.

Con 4268 km (el 75,9 % del total), las carreteras comunales constituyen la mayor parte de la red de carreteras de Nueva Caledonia. Dentro de ella, una proporción muy importante (79,1 %, es decir, 3376 km) tiene la forma de carreteras municipales y vías urbanas (carreteras al servicio de los intereses municipales y mantenidas por los municipios, con una anchura de derecho de paso de al menos 20 m). El resto (892 km) está formado por "caminos rurales" (carreteras con una anchura de calzada de entre 10 y 20 m, que enlazan las carreteras territoriales, provinciales y municipales con lugares sin acceso directo, la mayoría de los cuales permanecen sin pavimentar).
La provincia del Sur tiene la red más extensa de carreteras municipales y urbanas (1498 km, o el 66 % de todas las carreteras de la provincia), pero la longitud acumulada de sus carreteras rurales es solo ligeramente superior a la de las Islas de la Lealtad (258 km frente a 233 km). En el norte hay 1498 km de carreteras municipales y urbanas (el 54,4% del total de la red de carreteras de la provincia), mientras que en las Islas de la Lealtad hay 474 km (el 61,4 %).
El transporte de mercancías por carretera está relativamente poco desarrollado en comparación con el transporte marítimo. En efecto, la mayoría de los productos importados directamente en Numea (es decir, bienes de equipo y productos manufacturados, incluidos los automóviles) se venden al por menor casi exclusivamente en la capital. Por otra parte, los productos mineros del Brousse se transportan a Numea (o incluso se exportan directamente) en barcos mineros. Por lo tanto, el transporte por carretera se refiere principalmente a productos alimenticios o bienes de consumo cotidiano (productos del monte dirigidos a Numea o, en el otro sentido, productos procesados en Numea o importados que se envían a los pequeños comercios minoristas del monte), la distribución de correo o equipos de minería o construcción (especialmente camiones, tractores, máquinas).

## Demografía

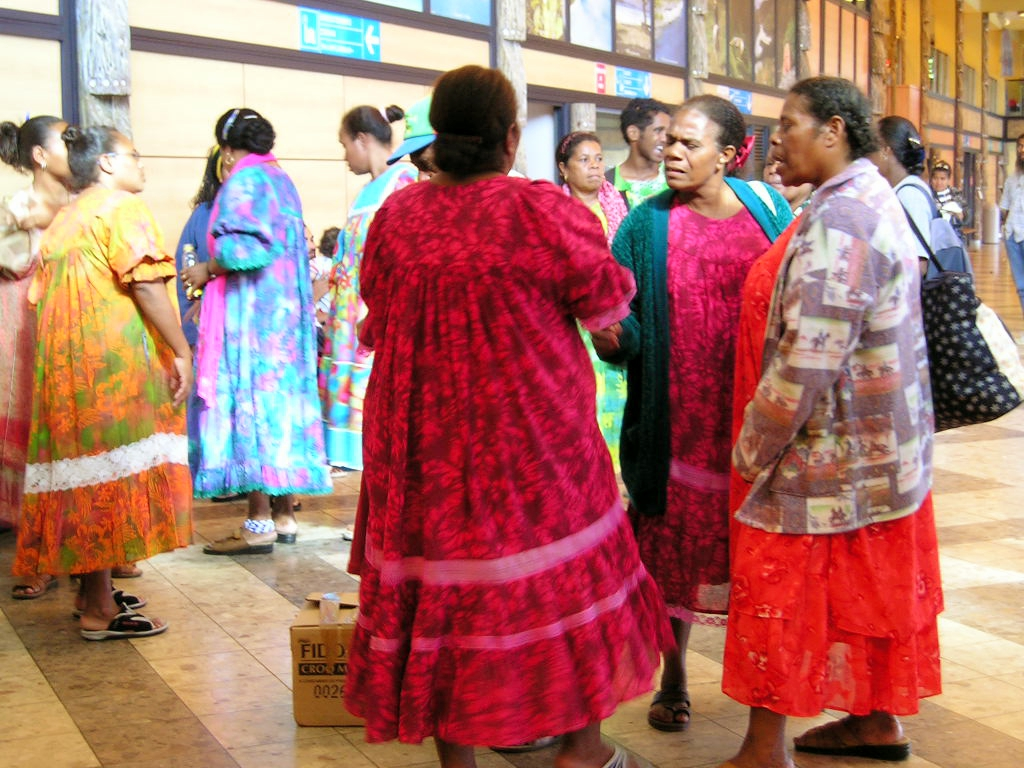
Mujeres canacas de Nueva Caledonia.

A fin de garantizar la igualdad de sus ciudadanos, la Constitución Francesa establece que no debe hacerse distinción entre los franceses por su etnia o religión, por lo que en el censo realizado en 2004 se eliminó la pregunta respecto al origen étnico de los encuestados. Pero por derogación, la CNIL (Comisión nacional de la informática y de las libertades - Commission nationale de l'informatique et des libertés) autorizó a que en el censo de 2009 se mencione el origen étnico de los neocaledonios "por motivos de interés público, dadas las características sociodemográficas propias al territorio de Nueva Caledonia".
La vida política es delicada por la diversidad étnica y su posible influencia sobre futuros referéndum de independencia. Según el Instituto de estadísticas y estudios económicos (Institut de la Statistique et des Études Économiques, ISEE) de Nueva Caledonia, los datos disponibles al 6 de agosto de 2010 proceden de estadísticas de 1996, y reflejan el sentimiento de pertenencia a una comunidad étnica dada:
- Población de origen melanesio: 44 % del total.
- Población de origen francés (apodados caldoches): 34,1 %.
- Población originaria de Wallis y Futuna: 9 %.
- Población originaria de Tahití: 2,6 %.
- Población originaria de Indonesia: 2,5 %.

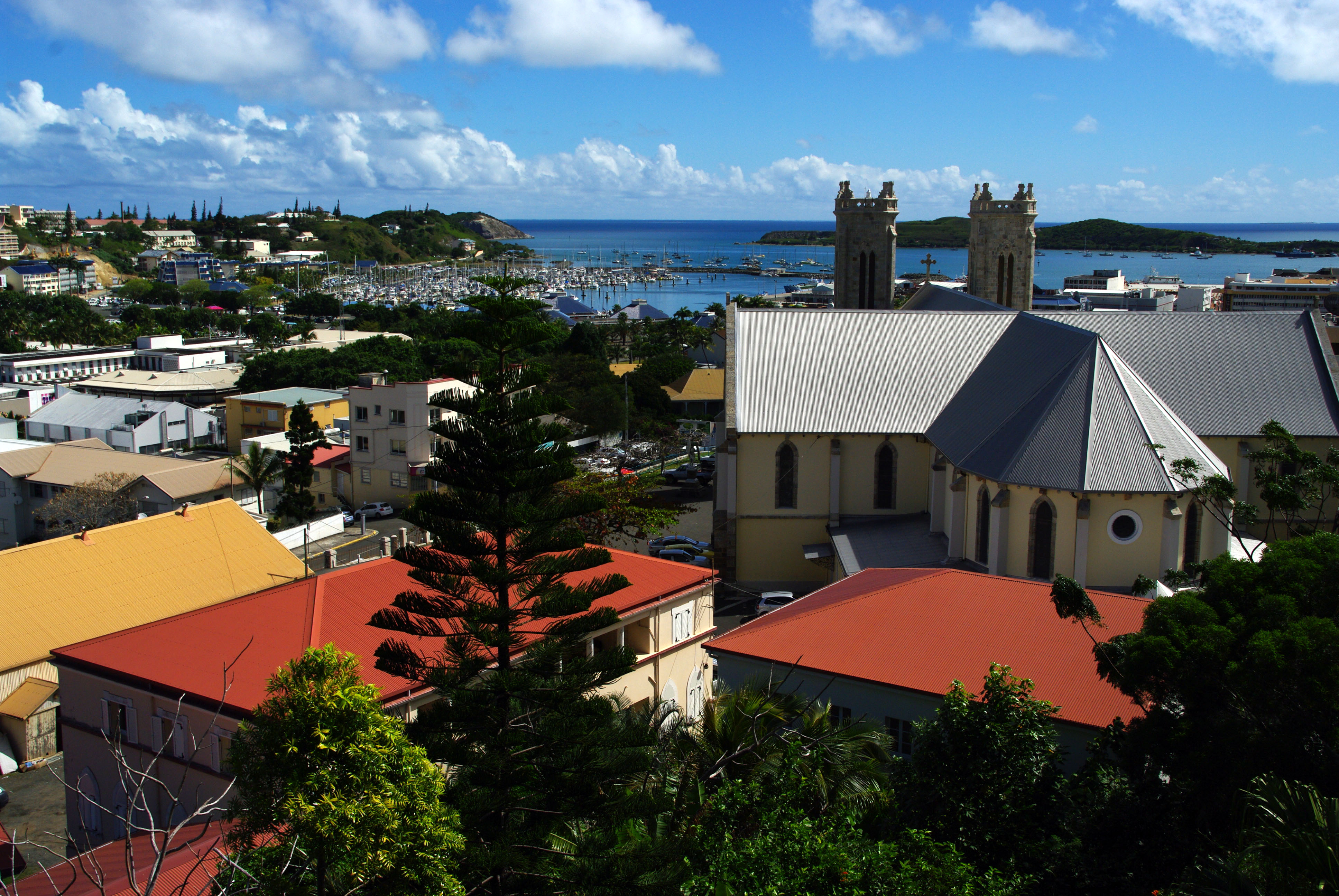
Vista de Numea, la capital de Nueva Caledonia.

- Vista de Numea, la capital de Nueva Caledonia.Población originaria de Vietnam: 1,4 %.
- Población originaria de Vanuatu: 1,1 %.
- Otros: 5 %.

Existe un contingente de gente que viene de la Francia metropolitana a trabajar uno o dos años, o bien llegan a Nueva Caledonia para establecerse allí de forma indefinida. Los censos de población son extremadamente críticos para el balance del poder en el territorio. La tasa de crecimiento de la población se ha ralentizado en la última década, debido en particular al descenso de la llegada de franceses provenientes de la Francia metropolitana, y también debido al estancamiento de los nacimientos: la población de las islas creció 2,6 % de 1989 a 1996, y 1,9 % de 1996 a 2004. De hecho, la estructura de la población según el lugar de nacimiento muestra que en 1976 74,6 % de la población había nacido en Nueva Caledonia, mientras que en 2004 este número era del orden del 76,8 %. La tasa de natalidad (1,7 en 2007) es superior a la registrada en Francia (1,3). Según el censo de 2009, la población asciende a 245 580 habitantes (230 789 en 2004, y 196 836 en 1996).
Según los datos recogidos en 2004, 71,2 % de los habitantes viven en la Provincia Sur, donde se encuentra la capital Numea, 19,3 % en la Provincia Norte y 9,6 % en la Provincia de las Islas de la Lealtad. En 2012, se estimó que cinco de las localidades neocaledionas superaban los 10 000 residentes. Estas eran: Numea (106 105 habitantes), Mont-Dore (27 909), Dumbéa (24 852), Païta (17 483) y Lifou (10 616). De acuerdo a datos del aeropuerto, estarían llegando entre 1000 y 5000 franceses metropolitanos cada año.[cita requerida] Este dato es controvertido, especialmente entre la población indígena.

### Idiomas

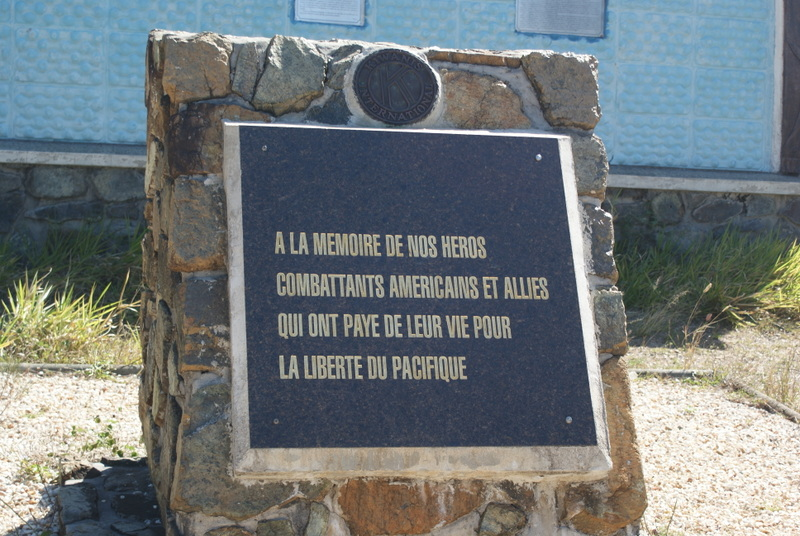
Placa escrita en francés en Nueva Caledonia.

Como en el resto de la República Francesa, el francés es el idioma oficial. El francés comenzó a difundirse con el establecimiento de asentamientos franceses, y ahora se habla francés incluso en los pueblos más apartados. El nivel de fluidez, sin embargo, varía significativamente en el conjunto de la población, principalmente debido a la ausencia de acceso universal a la educación pública antes de 1953, pero también debido a la inmigración y a la diversidad étnica. En el censo de 2009, el 97,3 % de las personas de 15 años o más informaron que podían hablar, leer y escribir en francés, mientras que solo el 1,1 % informó de que no tenía conocimiento del francés. Otras comunidades lingüísticas significativas entre las poblaciones de inmigrantes son las de hablantes de lengua wallisiana y javanesa. Existen 28 lenguas austronesias autóctonas, de las que 5 tienen estatus de lengua regional. 
En el censo de 2004, 97 % de la población mayor de catorce años afirmó que podían hablar, leer y escribir francés; y solo el 0,97 % reportó que no poseían ningún conocimiento de ese idioma. En el mismo censo, 37,1 % de la población mayor de catorce años dijo que sabía hablar (pero no necesariamente leer o escribir) una de las veintiocho lenguas austronesias de Nueva Caledonia, mientras que el 58,7 % respondió que no contaban con ningún conocimiento de aquellos idiomas. Los idiomas canacos se enseñan desde el jardín de infancia (se enseñan cuatro idiomas hasta la Universidad) y una academia se encarga de su promoción. Los tres idiomas nativos más hablados son el drehu (hablado en Lifou), el nengone (hablado en Maré) y el paicî (parte septentrional de la Grande Terre). Otros incluyen el iaai (hablado en Ouvéa). En el censo de 2009, el 35,8 % de las personas de 15 años o más declararon que podían hablar (pero no necesariamente leer o escribir) una de las lenguas locales melanesias, mientras que el 58,7 % declaró no tener conocimiento de ninguna de ellas.

### Religión

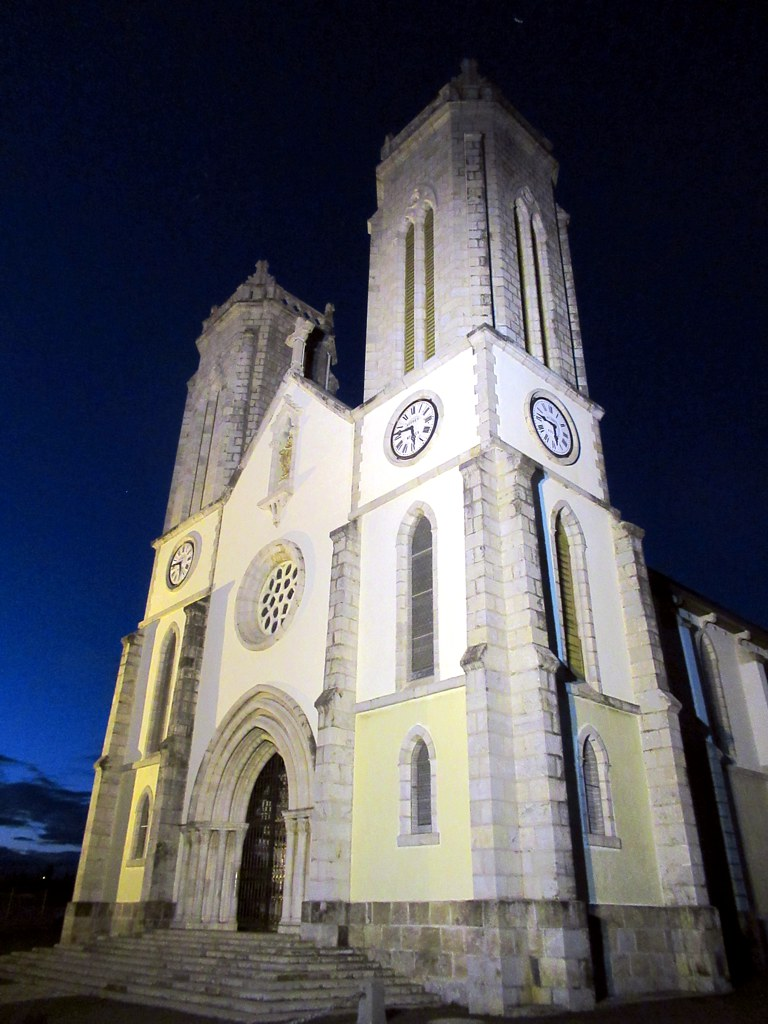
Catedral de San José en Numea, Nueva Caledonia, el principal templo cristiano católico del territorio.

Nueva Caledonia se rige por los decretos Georges Mandel de 16 de enero y 6 de diciembre de 1939, que modifican la ley de 1905 sobre la separación de la Iglesia y el Estado. Estos decretos permiten el establecimiento de misiones religiosas en algunas de las colonias de la época (y todavía hoy en Nueva Caledonia, Wallis y Futuna y el TAAF, así como en la Polinesia Francesa para las religiones distintas del protestantismo, mientras que solo el primer decreto se aplica a Mayotte), cuya elección del presidente y de los miembros del consejo de administración debe ser aprobada por el representante del Estado en el Territorio (art. 2 del primer decreto), excepto si se trata del "jefe del distrito misionero" del culto católico, ya que su nombramiento como presidente del consejo de administración solo debe notificarse a la autoridad pública local.
La religión, en el área es esencialmente cristiana, es hoy un fuerte componente de identidad para la sociedad y la cultura canacas, así como para otras poblaciones oceánicas presentes en Nueva Caledonia.
La mayoría de las denominaciones en Nueva Caledonia son cristianas, especialmente importante es la Iglesia católica, pero también existen grupos protestantes como la Iglesia reformada o la pentecostal, sobre todo entre las poblaciones melanesias y tahitianas, debido a la presencia de misiones de evangelización desde principios del siglo XIX, incluso antes de que Francia tomara posesión del territorio. Los primeros novocaledonios blancos fueron los misioneros, escoltados por los militares. Desde el comienzo de la colonización, hubo una feroz competencia entre los sacerdotes católicos y los pastores protestantes. En 1894, el gobernador Paul Feillet abrió la Grande Terre al proselitismo protestante, que se había limitado a las Islas de la Lealtad. Los primeros sacerdotes católicos canacos fueron, después de 1947, Luc Amoura y Michel Matouda.
En la actualidad, el culto católico se organiza en una diócesis creada en 1966 sobre la base de un antiguo vicariato apostólico fundado a su vez en 1847. Comprende toda Nueva Caledonia y es la metrópoli eclesiástica de la provincia de Numea, que incluye también otras dos diócesis sufragáneas (las de Wallis y Futuna y Port-Vila). Tiene su sede en la catedral de San José de Numea, construida entre 1887 y 1897, y cuenta con 32 parroquias para 110 000 bautizados reclamados sobre 210 000 habitantes estimados por el Anuario Pontificio de 2004, es decir, una cuota del 52,4 % de la población total.
En el caso de los protestantes, dos iglesias nacieron de un cisma o división, tanto doctrinal como política, en 1958, en el seno de las organizaciones calvinistas de Nueva Caledonia, gestionadas por la Sociedad de Misiones Evangélicas de París. Por un lado, la Iglesia Protestante de Kanaky Nueva Caledonia (EPKNC), conocida hasta 2013 como Iglesia Evangélica en Nueva Caledonia y las Islas de la Lealtad (EENCIL), es la más numerosa en cuanto a número de miembros, especialmente dentro de la comunidad canaca. Es miembro de la Comunión Mundial de Iglesias Reformadas (y, antes de su creación en 2010, de la Alianza Mundial de Iglesias Reformadas), del Consejo Mundial de Iglesias, de la Conferencia de Iglesias del Pacífico y de Cevaa - Comunidad de Iglesias en Misión. Está organizada según el sistema sinodal presbiteriano en cuatro regiones (Grande Terre, Nengone, Drehu e Iaai), 18 consistorios y 90 parroquias, con entre 30 000 y 40 000 miembros declarados (cerca del 60 % de los protestantes de Nueva Caledonia). Por otro lado, la Iglesia Evangélica Libre de Nueva Caledonia (EELNC) se organiza principalmente en torno a la antigua misión de Do Néva en Houaïlou, con unos 14 000 a 15 000 creyentes (es decir, el 20 % de los protestantes neocaledonios). Por último, hay unos 10 000 miembros de otras organizaciones cristianas milenarias, adventistas o evangélicas, muy populares entre las poblaciones oceánicas (tanto melanesias como polinesias) de la Gran Numea (testigos de Jehová, mormones, sanitos de la Comunidad de Cristo, adventistas del séptimo día, pentecostales).
Hay además otros grupos no cristianas, que son minoritarios:
- Judíos con una comunidad pequeña (< 300),  con una sinagoga y un consistorio.[64]
- El Islam[65] a través de la comunidad indonesia, pero también los descendientes de argelinos del Pacífico, fuertemente concentrados en Bourail (unos 7000, es decir, el 2,8 %).[66]
- El budismo Mahāyāna a través de una parte de la comunidad vietnamita.[67]

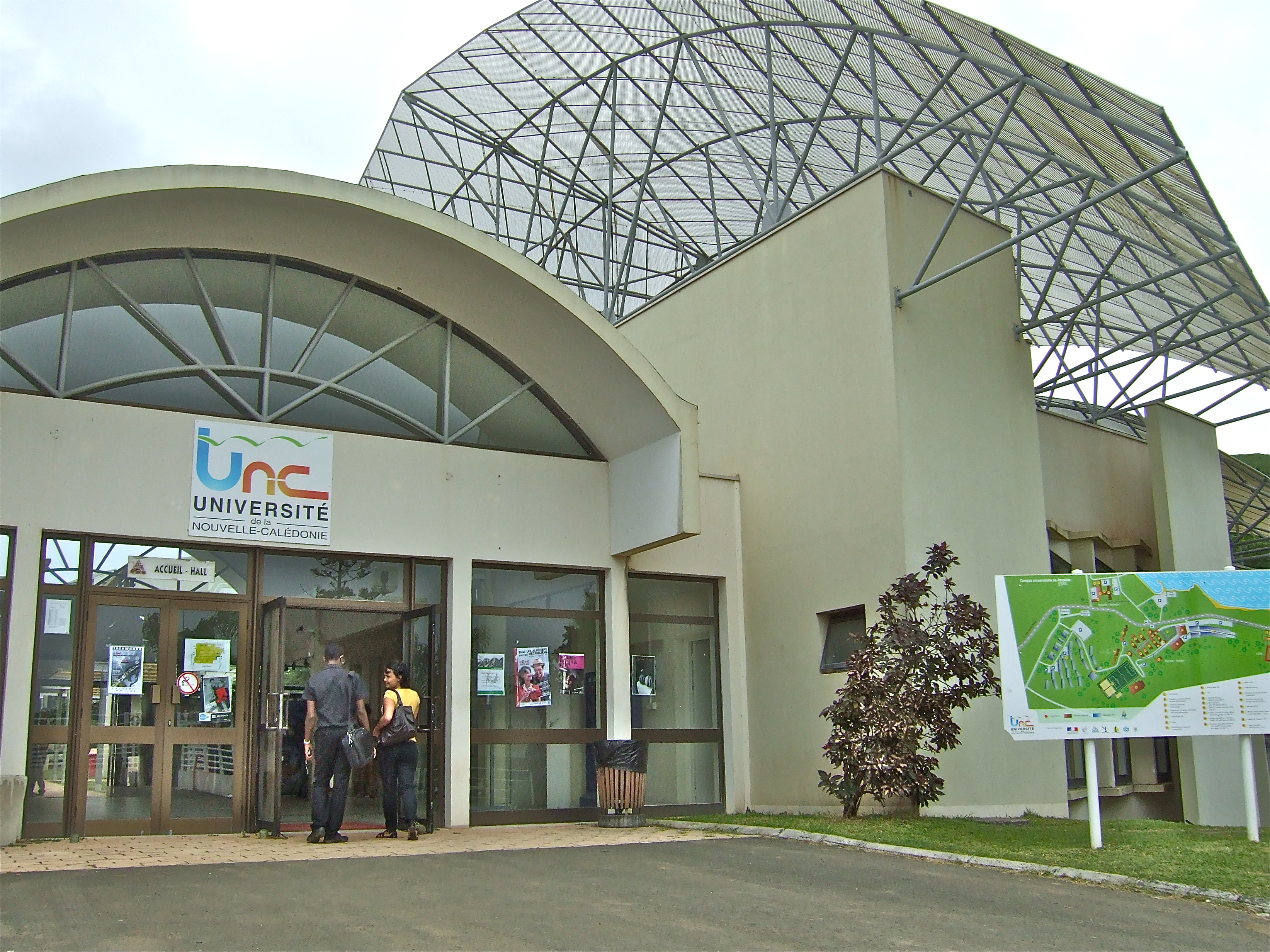
Edificio principal del campus de Nouville, Universidad de Nueva Caledonia.

### Educación
La educación en Nueva Caledonia se basa en el programa de estudios francés y es impartida tanto por maestros franceses como por maestros con formación en francés. De conformidad con el Acuerdo de Numea de 1998, la enseñanza primaria es responsabilidad de las tres provincias. A partir de 2010, la enseñanza secundaria se está transfiriendo a las provincias. La mayoría de las escuelas están situadas en Numea, pero algunas se encuentran en las islas y en el norte de Nueva Caledonia. Cuando los estudiantes alcanzan la edad de la escuela secundaria, la mayoría son enviados a Numea para continuar su educación secundaria. La educación es obligatoria a partir de los seis años.
La principal institución de enseñanza terciaria de Nueva Caledonia es la Universidad de Nueva Caledonia (Université de la Nouvelle-Calédonie), fundada en 1993 y que depende del Ministerio de Enseñanza Superior, Investigación e Innovación. Tiene su sede en Numea y ofrece una serie de programas y cursos de formación profesional, de licenciatura, de maestría y de doctorado. La Universidad de Nueva Caledonia consta de tres departamentos académicos, un instituto de tecnología, una escuela de doctorado y una escuela de magisterio. A partir de 2013, la Universidad cuenta con aproximadamente 3000 estudiantes, 107 académicos y 95 empleados administrativos y de biblioteca. Muchos estudiantes de Nueva Caledonia también obtienen becas para estudiar en la Francia metropolitana. Como parte del proceso del Acuerdo de Numea, se ofrecen becas para que profesionales canacos estudien en la Francia Europea.

### Sanidad
El sistema sanitario de Nueva Caledonia es completo y comparable al del resto de Francia. El territorio cuenta con seis hospitales, cinco de ellos públicos, repartidos entre tres establecimientos, dos de ellos en la Gran Numea (cuatro del Centro Hospitalario Territorial Gastón-Bourret (CHT), fusionado en 2016 en un único Médipôle en Koutio, en el territorio del municipio de Dumbéa, y el Centro Hospitalario Especializado (CHS) Albert-Bousquet de Nouville, en Numea) y uno en la Provincia del Norte (el Centro Hospitalario del Norte (CHN), que agrupa tres centros: Hospital Paula-Thavoavianon en Koumac, Hospital Raymond Doui-Nebayes en Poindimié y el Pôle sanitaire du Nord en Koné). Además, existe un establecimiento privado en Numea, la clínica Kuindo-Magnin, inaugurada en Nouville en 2018 y creada por la fusión en 2015 de tres antiguas clínicas: la clínica Magnin, la policlínica Anse Vata y la clínica Baie des Citrons.
La capacidad total de hospitalización de corta duración era, por tanto, de 701 camas a 31 de diciembre de 2007, es decir, una densidad de 2,9 camas por cada 1000 habitantes. Con la psiquiatría de media y larga duración y completa, llegamos a 958 camas, es decir, 3,96 camas de hospital por cada 1000 habitantes (esta misma ratio era en la misma fecha de 7,08 camas por 1000 habitantes en la Francia metropolitana, siendo la tasa de Nueva Caledonia similar a las europeas de Italia, España, Suecia, Dinamarca o Chipre). A esto hay que añadir las 42 camas de los 22 centros médico-sociales (llamados "dispensarios"). Muchas operaciones altamente especializadas y de cierto nivel técnico (sobre todo para el tratamiento de tumores, enfermedades del sistema circulatorio, enfermedades del sistema nervioso o malformaciones) requieren evacuaciones médicas (Evasans), principalmente a Australia: su número alcanzó un nivel récord en 2004 (alrededor de 2200), pero ha tendido a disminuir considerablemente desde entonces (solo hubo alrededor de 1250 en 2008).
El alto índice de ocupación de los establecimientos existentes, la estrechez, la vetustez y la falta de adaptación a la medicina moderna de los locales históricos de Gaston-Bourret y el desdoblamiento del CHT en cuatro emplazamientos diferentes llevaron a las autoridades públicas a lanzar su reunión en un polo común, en el barrio de Koutio en Dumbéa, es decir, en los suburbios cercanos a Numea: Las obras del "Médipôle" (de 75 000 metros cuadrados, está previsto que ofrezca unas 650 camas y debe incluir el hospital propiamente dicho, una plataforma técnica con 12 quirófanos, un edificio logístico, el Instituto Pasteur, el centro de radioterapia dedicado al tratamiento del cáncer y un centro de seguimiento y rehabilitación del CSSR), cuyo coste se estimó en 37 000 millones de francos CFA cuando se lanzó y se votó por primera vez en el Congreso en 2005, y luego se revisó a 44 000 millones (con una segunda votación) en 2009, deben comenzar en 2010 y finalizar en 2015.

### Distribución desigual de la población

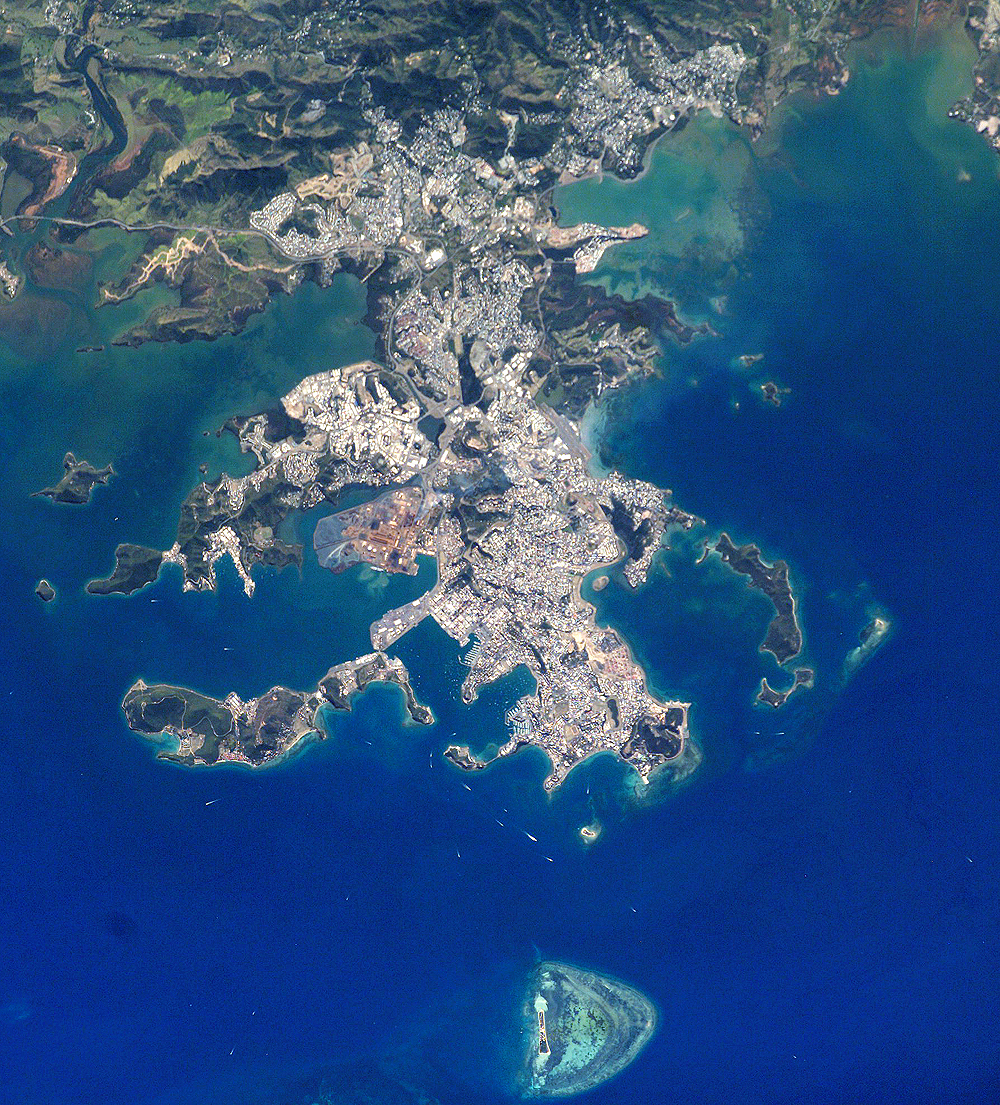
Vista satelital de Numea, capital de Nueva Caledonia.

La densidad de población es especialmente baja, sobre todo mucho más baja que en Tahití o en los departamentos de ultramar, con 14,61 habitantes por kilómetro cuadrado, pero lo cierto es que la población novocaledonia está muy desigualmente distribuida. Así, de estos 271 407 habitantes, solo 18 353 (6,76 %) viven en las Islas de la Lealtad (9,26 hab/km²) y 49 910 (18,39 %) en la Provincia del Norte (aunque es la mayor de las tres provincias, y donde la densidad es, por tanto, de solo 5,21 hab/km²), frente a los 203 144 (74,85 %) de la Provincia del Sur (27,82 hab/km²), lo que incluye, por tanto, cerca de tres cuartas partes de la población neocaledonia en solo algo más de un tercio del territorio. Y dentro de esta última provincia, la distribución de la población está muy desigualmente distribuida, con una alta concentración en Numea y sus suburbios. La capital, Numea, con 94 285 habitantes en 2019, representa el 34,74 % de los habitantes del territorio (2095 habitantes/km²) en apenas el 0,35 % de su superficie, y la Gran Numea tiene 182 341 personas, es decir, el 67,18 % de la población total en menos de una décima parte de la superficie del archipiélago (111 habitantes/km²).
Y este desequilibrio se ha acentuado desde finales de los años 90: mientras que las cuotas respectivas de las tres provincias en la población neocaledonia se mantuvieron estables entre 1983 y 1996, con un 68 % de la población en el Sur, un 21 % en el Norte y un 11 % en las Islas, la cuota del Sur ha aumentado constantemente (71,2 % en 2004 y casi 75 % en 2009, 2014 y 2019), mientras que las de las Islas y el Norte se han debilitado. 
Desde 1989, la provincia del Sur ha experimentado una tasa media de crecimiento anual del 2 %, frente al 1,2 % del Norte (con un ligero descenso de población entre 2014 y 2019) y el estancamiento en el 0,08 % de las Islas (que perdieron habitantes entre 2004 y 2009). Así, la Gran Numea pasó del 60 % de la población neocaledonia en 1996 al 66,67 % en 2009, al 66,79 % en 2014 y al 67,18 % en 2019, con un crecimiento medio anual entre 1989 y 2019 del 2,1 %.
Numea, en particular, mantuvo un crecimiento bastante fuerte entre 1996 y 2009, con un 1,91 %, una tasa aproximadamente igual a la que la capital había experimentado entre 1989 y 1996, antes de volver a caer al 0,48 % entre 2009 y 2014 y de experimentar su primer descenso de población desde la Gran Depresión entre 2014 y 2019, con un -1,16 % de media anual. Son principalmente los municipios de la periferia los que experimentan un crecimiento considerable debido a la periurbanización, al igual que las demás aglomeraciones, primero para las de la periferia inmediata (Dumbéa y Mont-Dore) y luego para Païta. Dumbéa vio aumentar su población una media del 4,7 % anual entre 1989 y 1996, luego un 4,3 % entre 1996 y 2009, un 5,7 % entre 2009 y 2014 y un 2,4 % entre 2014 y 2019, mientras que Mont-Dore vio aumentar su población un 3,3 % entre 1989 y 1996, y luego solo un 1,7 % entre 1996 y 2009, 1,12 % de 2009 a 2014 y luego solo un 0,34 % de 2014 a 2019, y sobre todo Païta, que pasó de una tasa de crecimiento medio anual del 3,8 % entre 1989 y 1996 al 5,7 % entre 1996 y 2009, luego al 4,7 % de 2009 a 2014 y al 3,6 % de 2014 a 2019. Así, el Gran Numea ha crecido, pero Numea, como la mayoría de las ciudades centrales, ha visto disminuir su proporción de población: representaba el 75 % de la población de su aglomeración en 1976, el 67 % en 1989, el 59,6 % en 2009, el 55,67 % en 2014 y finalmente el 51,7 % en 2019.

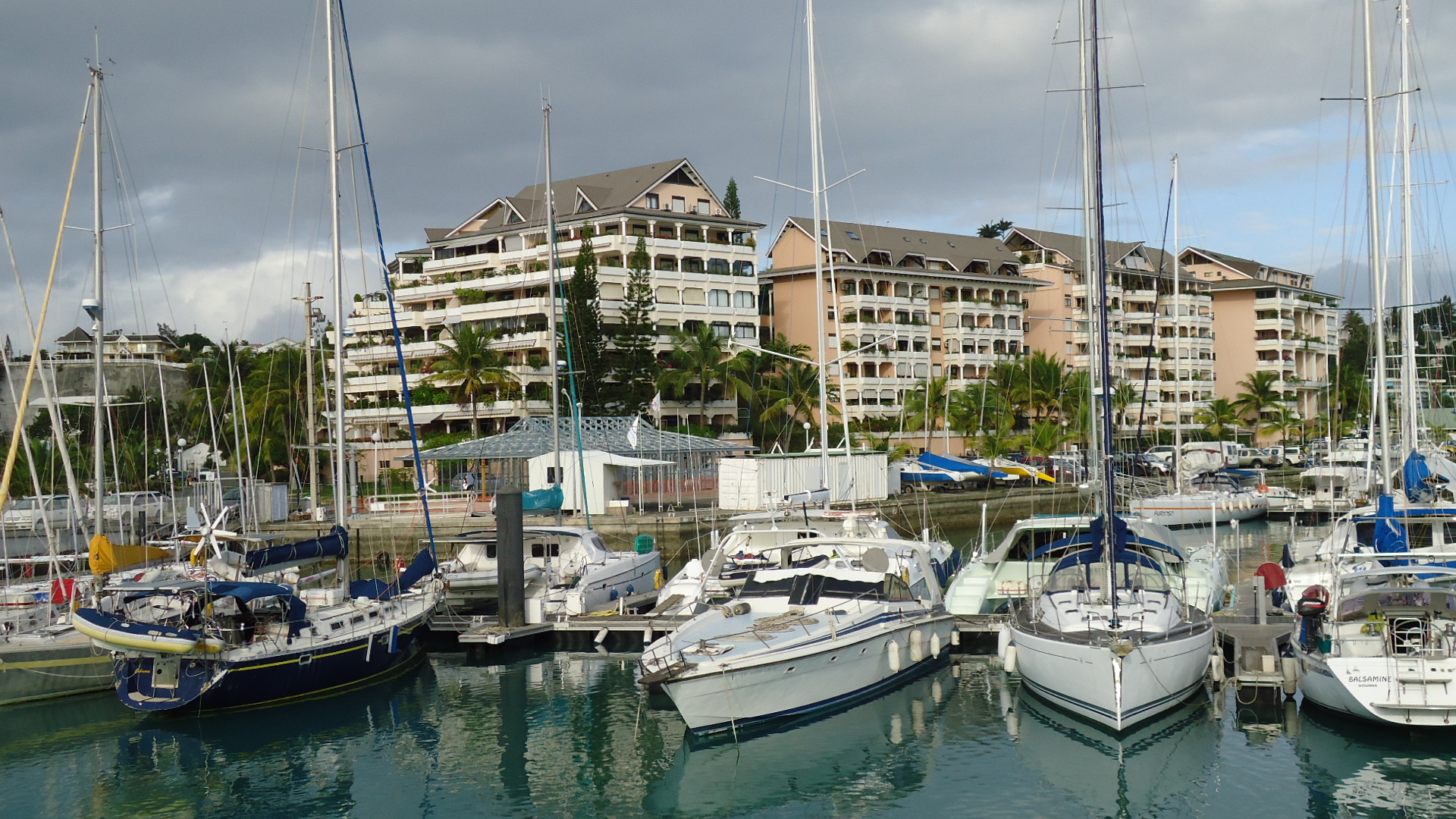
Edificios residenciales en Port-Plaisance, Nueva Caledonia.

Sin embargo, el crecimiento natural es más fuerte en el norte y las islas que en el sur. Por tanto, la ampliación de estos desequilibrios se explica esencialmente por la migración interna y, en particular, por la fuerte atracción de la aglomeración de Numea, que proporciona empleo y bienes de consumo y equipamiento. Entre 1996 y 2004, el saldo migratorio interno de la Provincia del Sur fue el único positivo (+3764), mientras que los de la Provincia del Norte y de las Islas fueron especialmente negativos (-1785 en las Islas y -1979 en el Norte, por lo que las Lealtad acabaron viendo disminuir su población entre 2004 y 2009). Para limitar este éxodo rural y la macrocefalia de Numea, entre otros, se han puesto en marcha proyectos de desarrollo de otros centros urbanos, en particular el de Voh-Koné-Pouembout (a veces llamado VKP) en torno al proyecto de desarrollo de la fábrica del Norte, Esto permitió devolver el dinamismo demográfico a la provincia del Norte entre 2009 y 2014, antes de que retrocediera entre 2014 y 2019, debido a las dificultades encontradas por esta fábrica en el contexto de la crisis del níquel (a excepción de Koné, Pouembout y Touho, que siguen experimentando un crecimiento bastante fuerte, y de Poindimié, Ponérihouen, Canala y Bélep, que experimentan un aumento más débil, los otros 10 municipios de la provincia pierden habitantes, principalmente debido a los saldos migratorios negativos).

### Población joven
La población de Nueva Caledonia sigue siendo especialmente joven en comparación con la media nacional de Francia. Así, la proporción de menores de 20 años en la población total era del 39,5 % en 1996 (el 20 % de la población neocaledonia en el grupo de edad de menores de 10 años), frente al 7,5 % de los mayores de 60 años y una edad media de 27 años y 10 meses. Sin embargo, la población ha estado envejeciendo durante los últimos 20 años: la proporción de personas menores de 20 años ha pasado del 47 % en 1983 al 43,9 % en 1989, al 39,5 % en 1996, al 37 % en 2004, al 34,4 % en 2009, al 31,99 % en 2014 y al 30,15 % en 2019, mientras que la proporción de personas mayores de 60 años ha pasado del 6,2 % en 1983 al 6,9 % en 1989, al 7,5 % en 1996, al 9,4 % en 2004, al 11,2 % en 2009, al 12,48 % en 2014 y sobre todo al 14,5 % en 2019. La edad media en 2009 era de 30 años, 33 años en 2014 y 34,7 años en 2019, es decir, ligeramente superior a la de los demás territorios franceses del Pacífico (31 años en la Polinesia Francesa en 2012 y 24 años en Wallis y Futuna en 2008), pero muy inferior a la de la Francia continental, donde la edad media es de 40,8 años y donde el 20 % de la población tiene 60 años o más y el 25 % menos de 20 años. Por tanto, la pirámide de edad de Nueva Caledonia sigue siendo globalmente triangular, aunque su base tiende a reducirse y su cima a ensancharse.
También en este caso hay grandes disparidades entre las provincias, aunque hay una tendencia a disminuir. En el Norte y, sobre todo, en las Islas de la Lealtad, la juventud de la población es especialmente visible: la edad media era de 27,5 años en 2009, de 31,5 años en 2014 y de 33,4 años en las islas y casi el 34,06 % de la población tiene menos de 20 años (42 % en 2009 y 37 % en 2014), frente al 31,42 % de la población en el mismo tramo de edad (37 % de nuevo en 2009 y 33,43 % en 2014) y una edad media de 32,5 años en el Norte. La diferencia se reduce así con el Sur, donde la edad media en 2019 es de 35,3 años, y donde el 29,48 % de la población es menor de 20 años. También se observa un ligero fenómeno de envejecimiento en estas dos provincias, con un aumento del número de personas mayores de 60 años, pero también por el descenso de los grupos de edad entre 15 y 30 años, sobre todo en las Islas, debido a la marcha de los jóvenes a Numea para continuar su formación o encontrar trabajo.

## Cultura

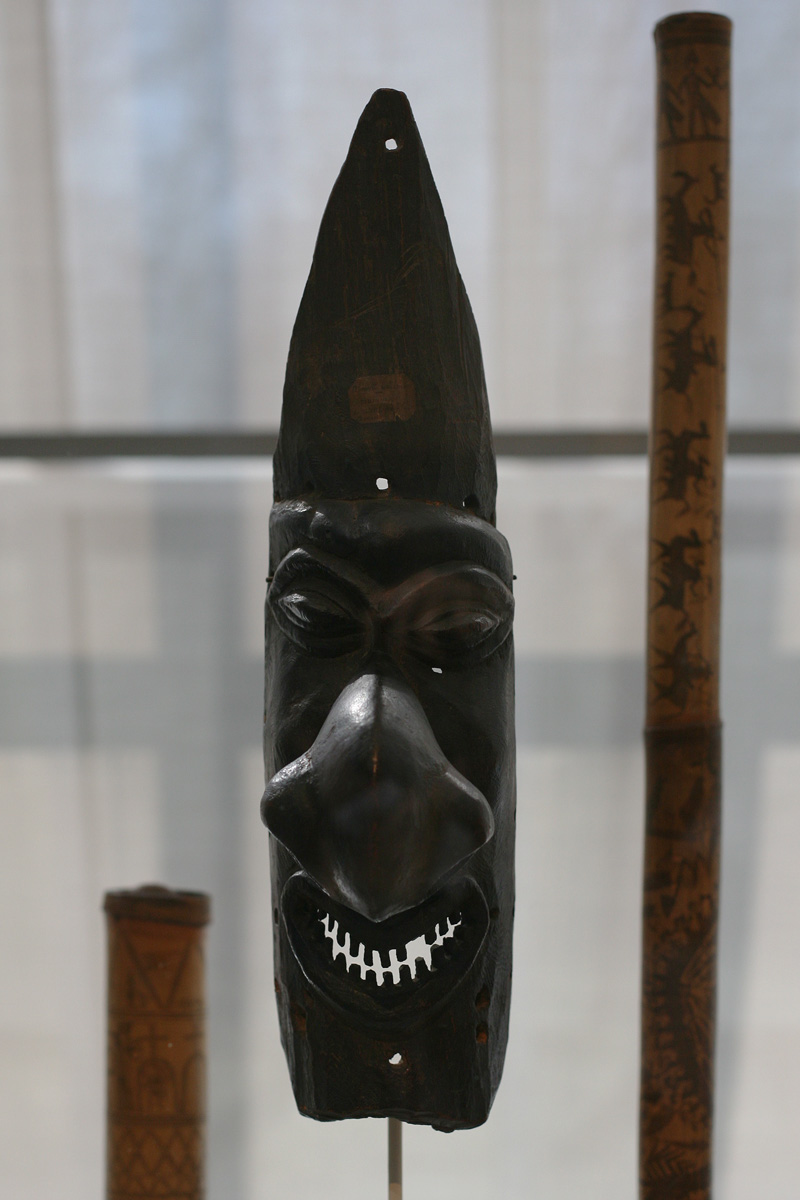
Máscara de Nueva Caledonia.

La talla de madera, especialmente de la Montrouziera cauliflora, es una expresión contemporánea de las creencias de las sociedades tribales tradicionales, e incluye tótems, máscaras, marcos y flèche faitière, una especie de flecha que adorna los tejados de las casas Kanak. La cestería es una artesanía ampliamente practicada por las mujeres tribales, quienes fabrican objetos de uso cotidiano.
El centro cultural Jean-Marie Tjibaou, diseñado por el arquitecto italiano Renzo Piano, se inauguró en 1998, y ahora es un ícono de la cultura Kanak. La kaneka es un género musical local, inspirado en el reggae y originado en los años 1980. El Mwâ Ka es un tótem de 12 m de altura construido para conmemorar la anexión francesa de Nueva Caledonia, y fue inaugurado en 2005.

### Gastronomía
Al igual que la lengua caledonia, la cocina de Nueva Caledonia es sobre todo el resultado de mezclas, adaptando las diferentes especificidades culinarias (la cocina melanesia basada en el guisado en el horno kanak y simbolizada por la bougna, y más generalmente la cocina oceánica que comparte el uso de la leche de coco como aglutinante, francés, con la sucesión de varios platos, la importancia de las salsas, las hierbas aromáticas y el pan o, más generalmente, la repostería, asiático oriental, marcado por el uso de varias especias, la búsqueda de sabores agridulces, el método de cocción y la presencia del arroz como alimento básico) a los productos locales. Son derivados de la agricultura o la horticultura (tubérculos como el ñame, la mandioca o el taro, hortalizas como la chayota, conocido como "chouchoute", el pe-tsai, conocido como "col china", pero también los tomates, por ejemplo, y frutas tropicales como el plátano, coco, papaya, mango, granada, pomelo o guanábana, así como los cítricos y algunas frutas templadas producidas por los Fraisiers de Païta o en La Foa, sobre todo las fresas.
También existe una antigua y todavía muy presente cultura del café, aunque haya perdido la reputación y el valor de exportación que tenía en la primera mitad del siglo XX con el café de Leroy, una pequeña producción de maíz mientras que la mayoría de los huertos de las personas de origen europeo incluyen algunas hierbas de Provenza), la ganadería (casi exclusivamente de carne, de vacuno, de ciervo, de oveja, de cabra, de cerdo o de aves de corral, así como los huevos y la miel, La producción láctea es muy escasa y se concentra en Bourail, necesitando una gran cantidad de importaciones de Australia, Nueva Zelanda e incluso de la Francia continental para los quesos), la caza (ciervos, cazón, cerdos salvajes o notou), la pesca (ya sea comercial o individual, con una amplia laguna rica en recursos pesqueros que ofrece una gran variedad de pescados, mariscos y crustáceos, como el atún de aleta amarilla, el salmón de los dioses, el pargo, el dorado. 
La región ofrece una gran variedad de pescados, mariscos y crustáceos comestibles, como el atún de aleta amarilla, el salmón de los dioses, el pargo, el dorado, el pez loro y el pez plátano, la langosta, el cangrejo de coco y de manglar, las trocas, las vieiras y los saltones), la acuicultura (sobre todo de camarones) y la piscicultura (principalmente de peces y mariscos), con un valor añadido fuertemente creciente en las exportaciones) y agroalimentario (con sobre todo una importante producción de cerveza, la más conocida y consumida localmente es la Number One, así como marcas locales de refrescos y jarabes tulem, zumos de frutas Oro o chocolates Biscochoc). La influencia culinaria anglosajona se encuentra principalmente en ciertos alimentos importados de Australia o Nueva Zelanda, sobre todo en los productos lácteos (leche en polvo o líquida, mantequilla, mayonesa, cheddar, Filadelfia), condimentos y salsas (mostaza inglesa fuerte, vegemite, salsa Worcestershire), ciertas frutas (y jugos) o productos animales (especialmente cordero y ostras de Nueva Zelanda), y galletas, papas fritas, postres o dulces.

### Literatura
La literatura en Nueva Caledonia es mayoritariamente escrita y reciente. La literatura oral más antigua es más difícil de evaluar.

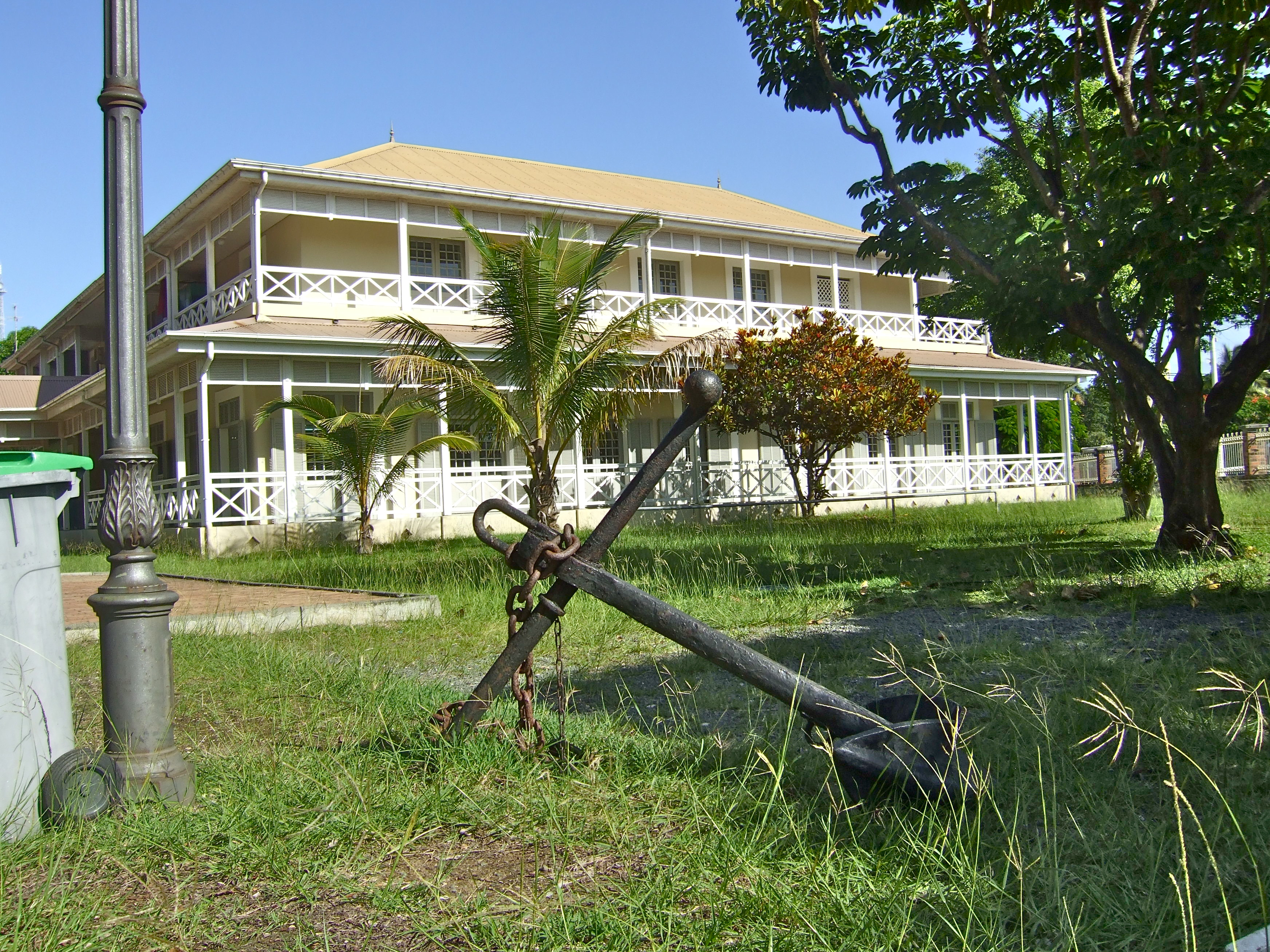
Vista exterior de la Biblioteca Bernheim en Numea.

En los primeros tiempos, había discursos autóctonos, como atestiguan las memorias contemporáneas, los antropólogos y los etnólogos (especialmente Jean Guiart y Alban Bensa).
Luego, las distintas poblaciones importadas trajeron, arreglaron y desarrollaron sus propias lenguas neocaledonias.
Los canacos desarrollaron algunas formas de narración gráfica, sin escritura, en particular el bambú grabado. La escritura llegó al archipiélago con los europeos: igual que el comercio, colonización y la evangelización.
Nueva Caledonia ha producido varios escritores que, sea cual sea su comunidad de pertenencia y sus estilos particulares, han recurrido a diversas referencias culturales (europeas, tradición oral melanesia, lengua caledonia). Los más famosos históricamente siguen siendo Jean Mariotti y Georges Baudoux.
Los cómics o historietas de Nueva Caledonia llegaron tarde, pero golpearon con fuerza. La Brousse en folie (1957, Numea) de Bernard Berger permite descubrir las singularidades de la sociedad neocaledonia a través de una expresión humorística accesible a todos. Esta serie de cómics, nacida en 1984, es uno de los mayores éxitos editoriales de la isla cada año.
Georges Baudoux (1870-1940), el primer escritor caledonio, escribió varios relatos cortos en los años 1910 y 1940, algunos de los cuales se publicaron en revistas locales (Kaavo en 1919), bajo el seudónimo de Thiosse. Sin embargo, fueron recopiladas y publicadas íntegramente después de su muerte, especialmente en los dos volúmenes de Les Blancs sont venus publicados por la Société d'études historiques de la Nouvelle-Calédonie en 1972 y 1979. La mayor parte de su obra describe y destaca la compartimentación de la sociedad colonial. Mantuvo relaciones respetuosas con Maurice Leenhardt y Lucien Lévy-Bruhl.

### Arquitectura
La arquitectura de Nueva Caledonia, tiene influencias Europeas y de Oceanía se considera que las construcciones y tendencias contemporáneas, dan cuenta de referencias a dos tradiciones: las cabañas tradicionales canacas y las casas coloniales.

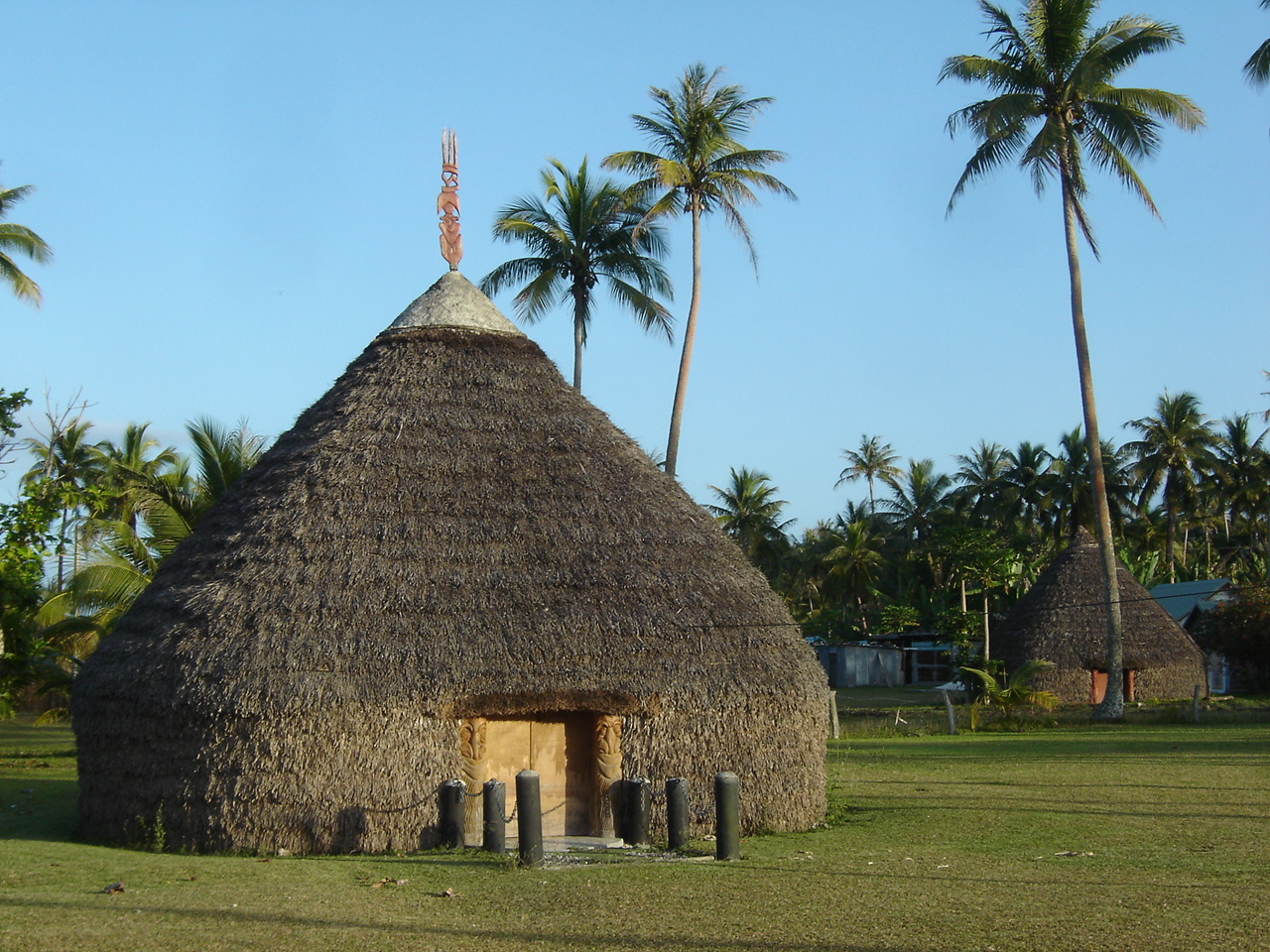
Cabañas de los Canacos en Traput, isla de Lifou, Nueva Caledonia.

La arquitectura tradicional canaca consiste únicamente en la cabaña, verdadero símbolo de la organización de la sociedad. Existen varios tipos de cabaña: tanto lugares para ceremonias o palavers (la gran cabaña del clan o de los distritos de las Islas de la Lealtad, la más representativa y la más cargada de simbolismo), como de vivienda (con cabañas ordinarias para las mujeres) o de almacenamiento (graneros de ñame). De forma redonda (una forma que representa un espacio de vida colectiva, propicio para las discusiones, los intercambios y el mantenimiento de un espíritu comunitario) con un techo cónico que a menudo ofrece una fuerte pendiente (para permitir que el agua de lluvia se escurra, mientras que la forma aerodinámica general del edificio permite una fuerte resistencia a los vientos violentos sea cual sea su dirección), a menudo se construye, sobre todo en la Grande Terre donde las inundaciones son comunes, en un montículo elevado sobre el terreno natural para escapar de los daños del agua. 
En su construcción se utilizan únicamente materiales vegetales: paredes y tejado "pre-cubierto" (kötu en Xârâcùù) de piel de niaouli (elemento especialmente impermeable) generalmente (y en algunas regiones con pandanus o coco), cubierta del tejado de paja (un buen aislante que permite mantener una temperatura ambiente constante y suave durante todo el año, incluso en periodos de mucho calor), La estructura está fijada con lianas (lo que hace que el edificio sea flexible y, por tanto, resistente a las inclemencias del tiempo) y los elementos importantes (aguja de la cresta, poste central, postes de la torre de la cabaña, marco de la puerta, dintel de la puerta) son de madera de houp (un árbol endémico de Nueva Caledonia, de siglos de Antigüedad, que representa el origen de los clanes y cuya madera es sagrada). Cada una de las piezas talladas tiene un simbolismo particular.

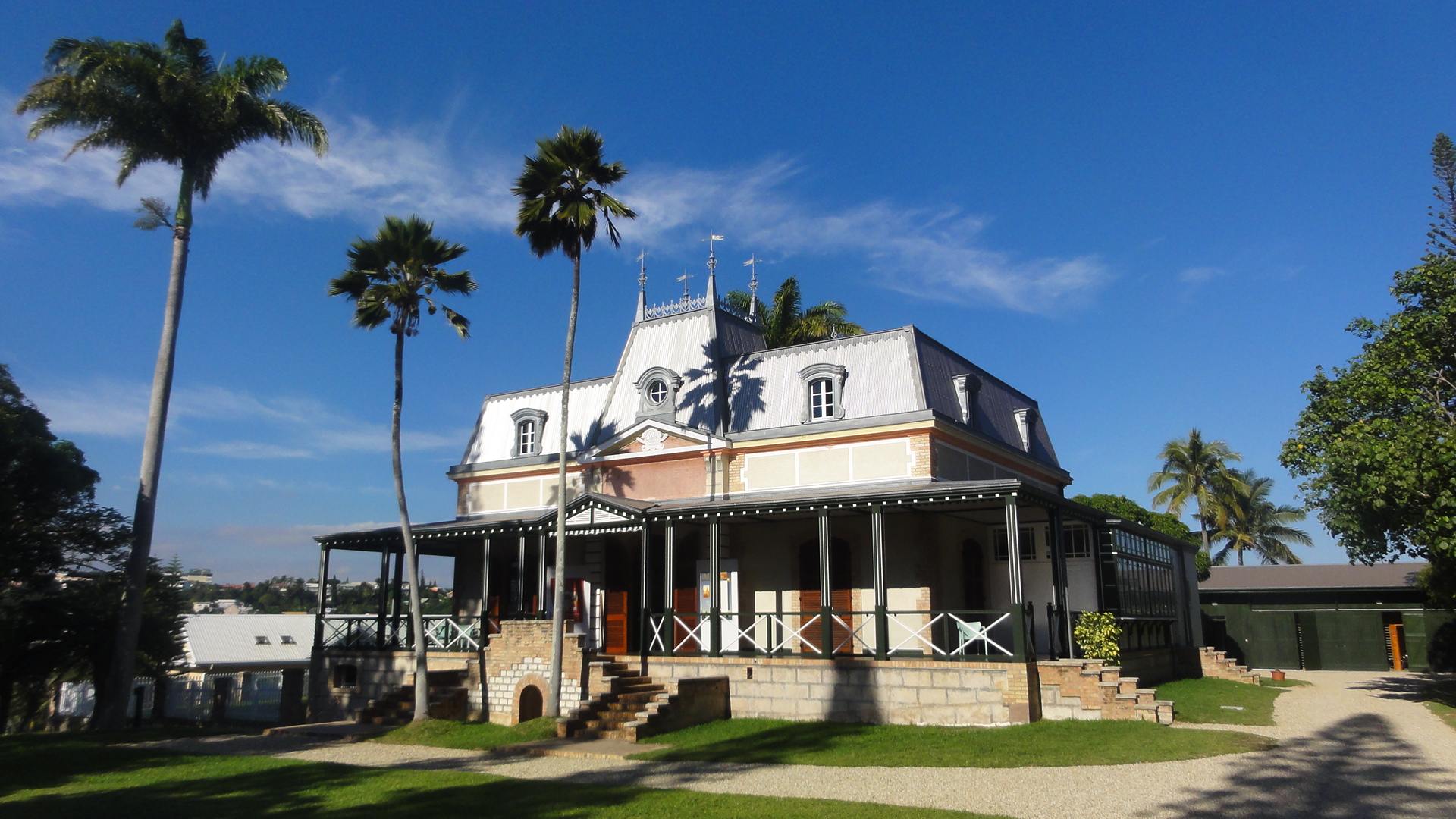
Un ejemplo de casa colonial: el Château Hagen en el distrito Vallée des Colons (Valle de los Colonos) de Numea.

La colonización de los asentamientos a partir de mediados del siglo XIX dio lugar al desarrollo de un estilo arquitectónico residencial particular conocido como "casas coloniales" que se puede encontrar, con ciertas variaciones, en otras antiguas colonias francesas (Reunión, Antillas Francesas, Polinesia Francesa, Indochina) o anglosajonas (en los estados del sur de Estados Unidos o en la India). Aunque de tamaño variable, en general ofrecen un cierto encanto y un importante elemento de identidad para las poblaciones locales, especialmente las de origen europeo o caldoches, que presionan para su conservación. Sin embargo, las inclemencias del tiempo (especialmente los ciclones), el desgaste (oxidación de los tejados, putrefacción y ataque de las termitas a los elementos de madera) o diversos proyectos inmobiliarios han hecho desaparecer la mayoría de estas casas. 
Presentes en la mayoría de los municipios que han experimentado algún asentamiento europeo, especialmente en la costa oeste, los más famosos y representativos siguen siendo el antiguo Banque Marchand o Ancienne Mairie (el primer banco local desde 1874 hasta su estrepitosa quiebra para la colonia en 1880, antes de ser utilizado como ayuntamiento de 1880 a 1975 y reconvertido en 1996 en el museo de la ciudad), la "Maison Cellières" en el Faubourg Blanchot (deteriorada desde la muerte de su último propietario en 1995 y "ocupada" por varias familias durante años, fue comprada por un promotor que se encargó, a cambio de la construcción de un edificio en una parte del terreno, de reconstruirla de la misma manera que la original), el "Château Hagen" o el edificio histórico de la clínica Magnin en el Vallée des Colons para Numea, el "Château Grimigni" en Pouembout. 

### Música
En cuanto a la música, la diversidad cultural de Nueva Caledonia ha dado lugar a géneros musicales que se han mezclado con las principales tendencias internacionales y siguen siendo distintos entre sí. 
El kaneka es una forma musical que surgió a mediados de la década de 1980 durante los acontecimientos políticos que sacudieron la isla. Tiene su origen en el ritmo binario que se produce en un tronco de árbol central durante el "Pilou", un ritmo utilizado tradicionalmente durante las ceremonias tribales canacas. El mejor representante de este estilo es el grupo de baile We Ce Ca, liderado por el cantante Tim Sameke, que combina la coreografía tradicional con una música que adapta el kaneka a un estilo más moderno, incluyendo la introducción de sonidos y ritmos electrónicos, que han hecho a este grupo especialmente popular. El kaneka se mezcla a veces, y cada vez más, con ritmos y melodías tipo reggae, que también es un estilo musical muy popular en Nueva Caledonia, especialmente entre los kanak. Muchas figuras internacionales del reggae han actuado en Nueva Caledonia: Jimmy Cliff, Israel Vibration y The Wailers.
La población europea, y especialmente los Caldoches de Brousse, o Broussards, también han desarrollado un estilo musical bastante típico que mezcla expresiones caldoches y una musicalidad esencialmente prestada de la música country.
A ello se suman las músicas tradicionales de otras comunidades y, sobre todo, los estilos musicales importados de Tahití: el tamure, pero también el vals tahitiano (vals de dos tiempos), entre otros. Ritmos caribeños (zouk, merengue, bachata), y más generalmente ritmos latinoamericanos (principalmente salsa).

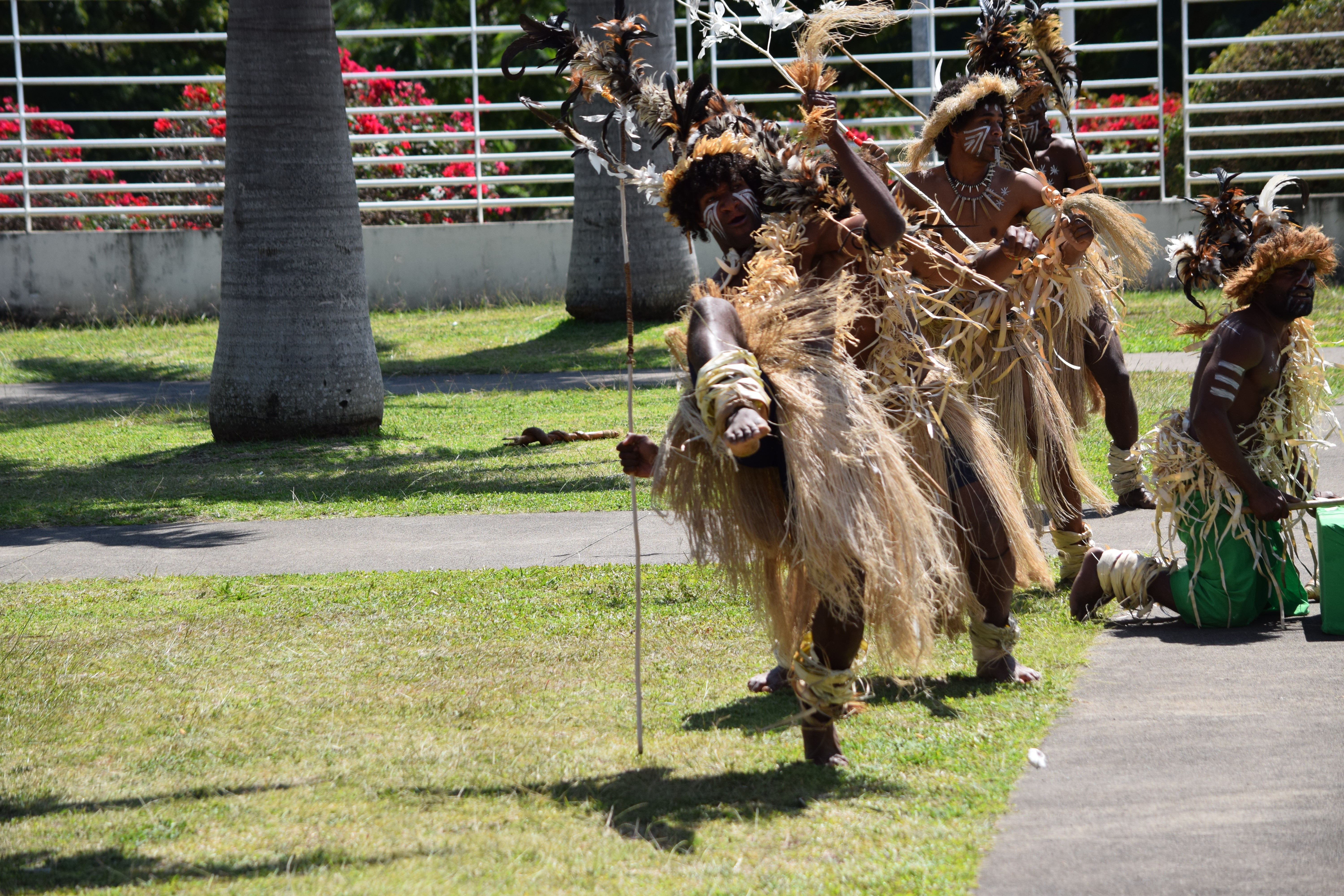
Festival con danza tradicional Pilou realizado en la Universidad de Nueva Caledonia.

### Danza
Existen las llamadas Danzas exteriores como el Pilou que Tienen lugar excepcionalmente (durante un nacimiento, matrimonio, muerte, alianza, guerra), en grandes grupos, fuera de las cabañas. Estas ceremonias, que pueden durar varios días o incluso semanas, tienen un carácter sagrado y una dimensión de distribución de alimentos.
La danza de la ronda, propiedad de todos, está presente en casi todas las ceremonias.
El pilou, pwölu, pila, es un evento, y consta de varias fases bien definidas.
En Nueva Caledonia además exista la Danza Imitativa (Danses imitatives), Los jóvenes del grupo paterno invitan a los jóvenes del clan uterino enviando un manojo de hierbas (en forma de hilos vegetales).
Un maestro de baile dirige a los jóvenes y anuncia los movimientos de estas danzas de figuras.
Una danza imitativa pertenece al grupo que la ha creado. Una persona (o un pequeño grupo) es responsable de ella, tanto si la ha recibido en un sueño como si la enseña y la transmite. Nadie puede realizarla sin su permiso. Los ensayos se llevan a cabo bajo su cuidadosa responsabilidad. A continuación se confeccionan los trajes. El vestuario y el maquillaje solo se ponen en la hora anterior a la representación. Después del discurso de presentación, si lo hay, el viaje al lugar del baile forma parte de él. El carácter secreto de la danza se indica a veces con el enmascaramiento de la entrada por parte del grupo de músicos. El agradecimiento habitual puede tener lugar al principio, pero la admiración individual puede llevar a un espectador a deslizar un billete durante el baile.

### Ferias y fiestas rurales
Cada año, varios municipios de Nueva Caledonia organizan ferias o fiestas municipales para dar a conocer los productos típicos de la región. Para algunos de ellos (especialmente los de Bourail, Koumac, Farino o Boulouparis), son también una oportunidad para promover la "cultura broussarde" (rodeos, música country, bailes, desfiles de majorettes, carreras de coches de caballos, carreras o concursos de caballos, demostraciones de ganado o caballos, preparación y degustación de platos particulares).

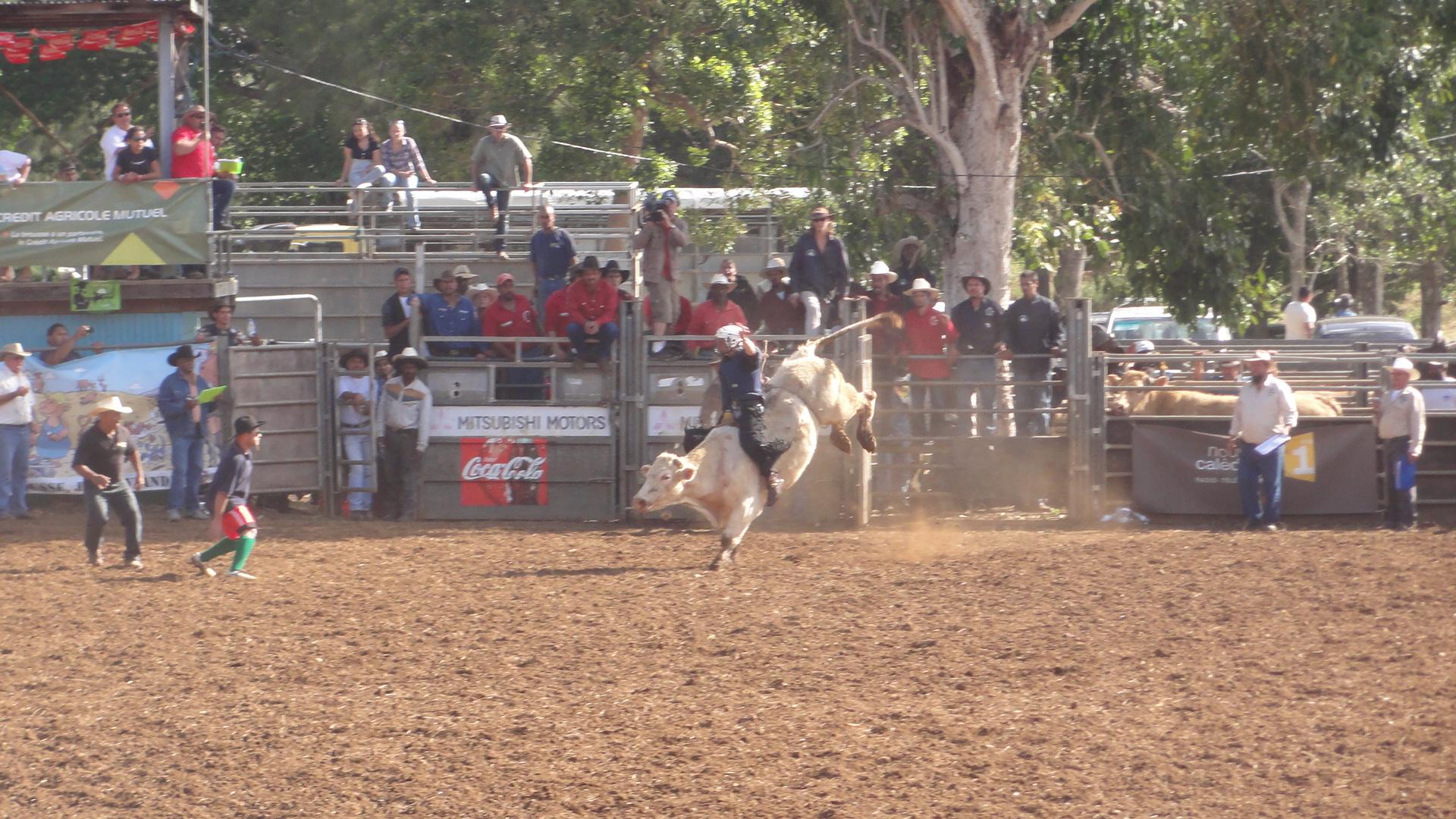
Rodeo en la Feria de Bourail.

- La Fiesta del Ñame de Touaourou ( Fête de l'igname de Touaourou),[101] en Yaté, a principios de febrero, suele ser la primera de todas las fiestas que se celebran en cada clan o tribu a lo largo del mes de marzo para celebrar la cosecha del "ñame nuevo", por lo que es la más seguida y tiene una gran importancia entre los canacos.
- La Fiesta del Aguacate (la Fête de l'avocat)  se celebra cada año en la tribu Nece, en Maré, el 1 de mayo y el fin de semana más cercano a esa fecha. Marca la llegada de la cosecha de aguacates y sirve de feria agrícola y cultural para la isla, además de ser el evento más importante de las Islas de la Lealtad.
- La Feria Agrícola y Artesanal de Bourail (FEEAB,  Foire-exposition agricole et artisanale de Bourail ), más conocida como "Feria de Bourail",[102][103][104] se organiza cada año desde 1977 en el recinto del hipódromo de Téné durante la semana del 15 de agosto. Está marcada por su fantasía, su rodeo, su carrera de coches de caballos, su demostración de trial, o las demostraciones de los ganaderos (concursos de animales, adiestramiento de caballos, conducción de ganado, esquilado de ovejas, lanzamiento de lazo, perros pastores). Cada año acoge a unos 25.000 visitantes, lo que lo convierte en el mayor acontecimiento de Nueva Caledonia.[105][106]

### Cine
El cine específico de Nueva Caledonia se ha desarrollado recientemente, sobre todo a través de los cortometrajes y el cine amateur, especialmente a través del festival anual que se organiza en La Foa desde 1999, o el Festival Internacional de Cine de los Pueblos, llamado Anûû-rû âboro (que significa "Hombre de la Sombra" en Paicî), también organizado cada octubre-noviembre desde 2007 en Poindimié.
Durante mucho tiempo ha sido elegida como escenario de documentales (especialmente de Jacques-Yves Cousteau, o de Luc Besson para Atlantis en 1991) o de programas de televisión (Koh-Lanta para su quinta temporada en la Isla de los Pinos en 2005 y para su edición especial Le Choc des héros en Poum en 2010, La Carte au trésor con dos programas en 2005, C'est pas sorcier con dos programas en 2005, ediciones de Thalassa, Vu du ciel, Capital, Strip-Tease, Infrarouge), Nueva Caledonia ha sido objeto de relativamente pocas películas. Entre los largometrajes rodados en el archipiélago o que tratan principalmente de él, podemos citar principalmente Le Bal du gouverneur de Marie-France Pisier en 1984 o L'Ordre et la Morale de Mathieu Kassovitz, cuyo estreno se previó para el 21 de septiembre de 2011. También está, por ejemplo, el telefilme Louise Michel, de Sólveig Anspach, con Sylvie Testud en el papel principal, emitido en 2010 en France 3, o la serie de televisión Foudre, emitida desde 2007 en France 2 y algunos canales extranjeros.
En concreto, la producción local ha seguido siendo limitada. La miniserie Chez Nadette, producida por la empresa noumense Imag'in Productions, se emitió en Télé Nouvelle-Calédonie en dos temporadas de 2008 a 2010. El estudio Banana, también con sede en Numea, creó el personaje de "Wouk le cagou" que, a través de breves sketches animados, ilustra un divertido programa de información sobre la cultura, la geografía o la biodiversidad de Nueva Caledonia: D'après vous, emitido desde 2008 en el mismo canal.

## Deporte

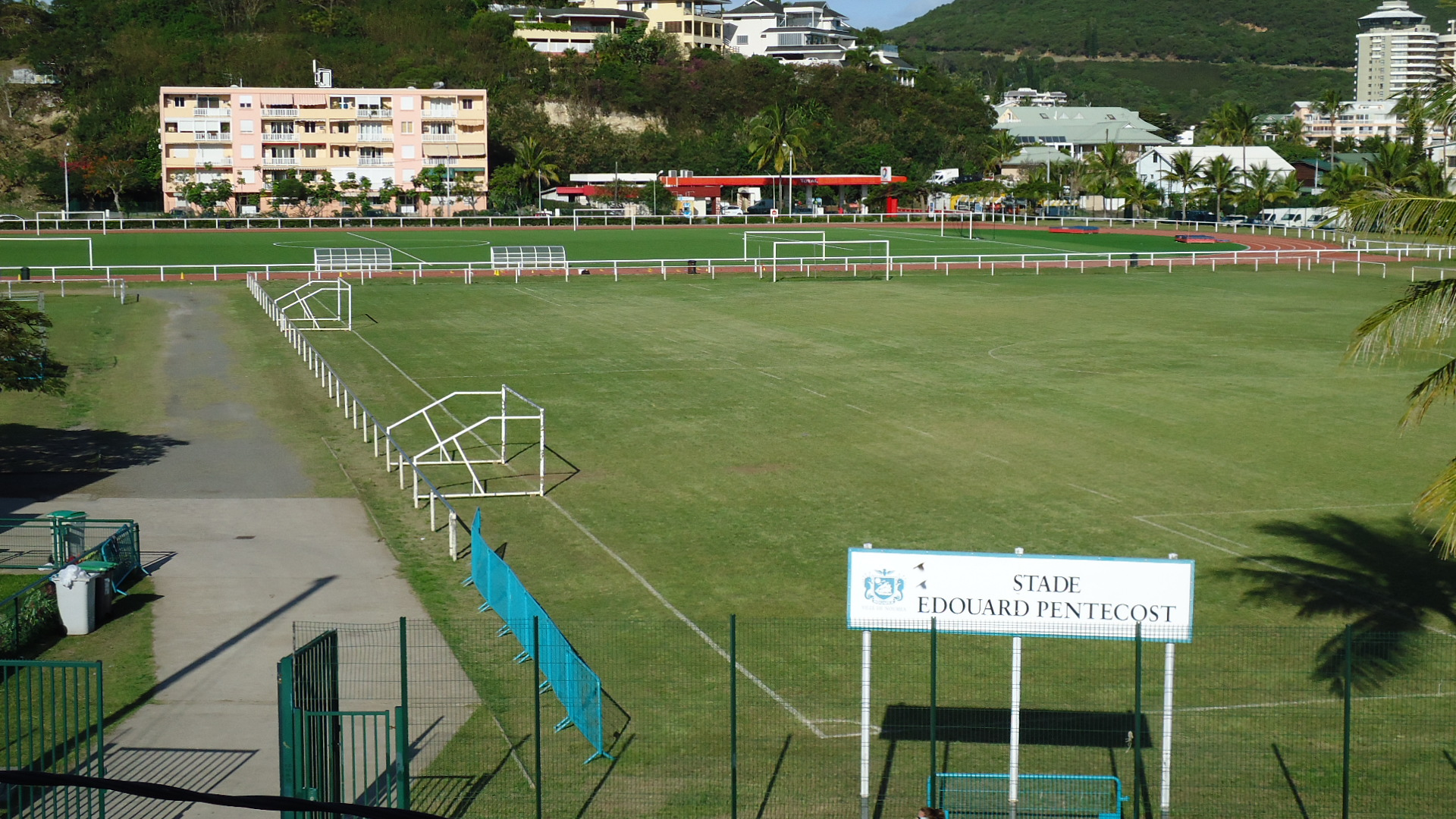
El estadio Edouard Pentecost, un recinto polideportivo, situado en Anse Vata, Numea, la capital del archipiélago.

El fútbol es el deporte más popular en el país. La selección de fútbol de Nueva Caledonia se fundó en 1951, pero no fue admitida por la FIFA hasta 2004. Antes de unirse a la FIFA, Nueva Caledonia mantenía un estatus de observador dentro de la Confederación de Fútbol de Oceanía, y se convirtió en un miembro oficial de ésta cuando adquirió la membresía total de la FIFA. Ha ganado los Juegos del Pacífico cinco veces, más recientemente en 2007, y ha obtenido un segundo o tercer lugar en dos ocasiones dentro de la Copa de las Naciones de la OFC. También cuenta con una selección femenina.
La máxima competición futbolística es la Superliga de Nueva Caledonia, y también existe una Segunda División de Nueva Caledonia. La Superliga posee un cupo para la Liga de Campeones de la OFC, donde los equipos neocaledonios no acostumbraban a hacer buenos papeles hasta que Hienghène Sport ganó la edición de 2019, enfrentándose en la final a otro equipo neocaledonio, AS Magenta.
Las carreras de caballos también son muy populares.[cita requerida]
El deportista más representativo es el exfutbolista francés Christian Karembeu, que lo ganó prácticamente todo en el mundo del fútbol. Nació en Lifou, Nueva Caledonia, y fue internacional con la Selección francesa de fútbol, con la cual ganó la Copa Mundial de Fútbol 1998, celebrada precisamente en Francia. Fue un titular habitual de la selección francesa y jugó en clubes como el Real Madrid o la Sampdoria. Con el Real Madrid, ganó la Liga de Campeones de la UEFA 1997-98, logrando goles decisivos en los partidos de cuartos de final ante el Bayer Leverkusen y semifinales ante el Borussia Dortmund. Ese mismo año fue campeón del Mundial 1998 y después ganó la Eurocopa 2000 en Países Bajos con la selección de Francia. Sin embargo, pese a defender los colores de la selección francesa, ha mostrado siempre su apoyo al independentismo neocaledonio.

## Códigos
Nueva Caledonia tiene los siguientes códigos:
- F-OD, según la lista de prefijos OACI de matriculación de aeronaves;
- NC, de acuerdo con la norma ISO 3166-1 alpha-2 (lista de códigos de país);
- .nc, de acuerdo con la lista de dominios de internet (Dominio de nivel superior);
- NCL, de acuerdo con la norma ISO 3166-1 (lista de códigos de país), código alpha-3;
- NW, de acuerdo con la lista de prefijos de códigos OACI de aeropuertos.